# Perfume
Perfume（パフューム）は、日本の音楽ユニット。中田ヤスタカが楽曲プロデュースする広島県出身の3人組テクノポップユニットである。
1999年に結成。女性アイドルグループとしては相当に長い下積みを経て、2007年から2008年にかけてブレイク。以降も長く人気を保つ女性アイドルグループである。独特の音楽性やダンス、舞台演出等に特徴がある。
アミューズ所属。レコードレーベルはPerfume Records。公式ファンクラブは「P.T.A.」。

## メンバー
| 名前                          | 愛称       | 生年月日（年齢）       | 髪型                                                                        | 基本衣装         |
| ----------------------------- | ---------- | ---------------------- | --------------------------------------------------------------------------- | ---------------- |
| 樫野 有香 （かしの ゆか）     | かしゆか   | 1988年12月23日（36歳） | 前髪ぱっつん（または右寄せ）のロングストレートヘア、2022年5月末から姫カット | ミニスカート     |
| 西脇 綾香 （にしわき あやか） | あ〜ちゃん | 1989年2月15日（36歳）  | セミロングパーマまたはポニーテール                                          | ワンピース       |
| 大本 彩乃 （おおもと あやの） | のっち     | 1988年9月20日（36歳）  | ボブ                                                                        | ショートパンツ。 |

3人の髪型は上京後にのっちが「三人が並んだ写真を見たときにちょっと重すぎるかな」と感じて、髪を切ったタイミングで、何となく決まった。それから「みんなでビッグになって覚えてもらうまで髪型は変えん」と決めた。また髪を染めたことは一度もない。
愛称は公式サイト、PV、歌詞カード等で使用されており、公式の名前として認識されている。3人は同じ学年であるがあ〜ちゃんのみ平成生まれである。
自己紹介は「かしゆかです!あ〜ちゃんです!のっちです!（のっち）3人合わせて…（全員）Perfumeです!」。
全員が広島県出身。3人が出会った当初、かしゆかとのっちはあ〜ちゃんから大きな影響を受け、それ以来、あ〜ちゃんのことを「長」と位置づけている。しかしあ〜ちゃんがリーダーというわけではなく、他の2人も含めてPerfumeにリーダーは存在しない。何を決める時も絶対に誰かの意見が押し通されることはなく、みんな同じラインでやるという意味で、話し合い、平等にやり合うことを尊重している。かしゆかはこれを「Perfumeとは、終わりのないジャンケンである」と例えている。ライブの曲順は基本をあ〜ちゃんが決め、他の2人やスタッフの意見をそこに織り交ぜていくという手法をとる。
立ち位置やダンスの際にセンターポジションは固定されず、1曲の間にも3人の立ち位置は変わる。したがって、3人のことを立ち位置で識別することはできない。メンバーはデビュー以来、特にステージ上でそれぞれの特徴を覚えてもらうために髪型と服装を大きく変化させないよう心がけている。

### 元メンバー
| 名前                        | 愛称     | 生年月日（年齢）      |
| --------------------------- | -------- | --------------------- |
| 河島 佑香 （かわしま ゆか） | かわゆか | 1988年11月5日（36歳） |

- 学業に専念するため2001年の初夏に脱退。
- 脱退後、吉本興業に一般社員として入社し、よしもとクリエイティブ・エージェンシー広島事務所を担当し、後に退社。
- 2020年2月15日に結婚。夫はお笑いコンビ『メンバー』の潮圭太[43]。

## グループ名
Perfumeは英語で香水の意味を表す言葉である。グループ名の由来は、結成時のメンバー全員（かしゆか“有香”・あ〜ちゃん“綾香”・かわゆか“佑香”）の名前に「香」を持つことにちなむ。
しかしかわゆかがグループを脱退し、「香」の付かないのっち（彩乃）の加入により、由来を「香りは人の気持ちを和ませたり、楽しい気持ちにさせたりできるので、私たちもそういう存在になりたいという気持ちを込めて、英語で香水を意味するPerfumeという名前にした」と説明するように変わった。
当初は「ぱふゅ〜む」のひらがな表記で、これは「SPEEDなど人気の出るグループは画数が13」という“縁起”の良さにあやかりたいと考えてのことだった。
2002年、アミューズへ所属したことを機に 2003年春、中学3年生進級と同時に上京、表記をアルファベットの「Perfume」へ改められた。かしゆかは「すごいこだわってやってたんだけど、あっさり、事務所の会長（大里洋吉）に英語にされて」、あ〜ちゃん「これだけは、すがったよね」、かしゆか「頑張ったんだけどね、小さいながらに。今じゃ感謝してる（笑）」、あ〜ちゃん「今見たら、インディーズ感がハンパない。字面でこうもなりますかっていう（笑）」、のっち「ありがとう、会長（笑）」などと話している。

## 年表

### 広島・ローカルアイドル時代

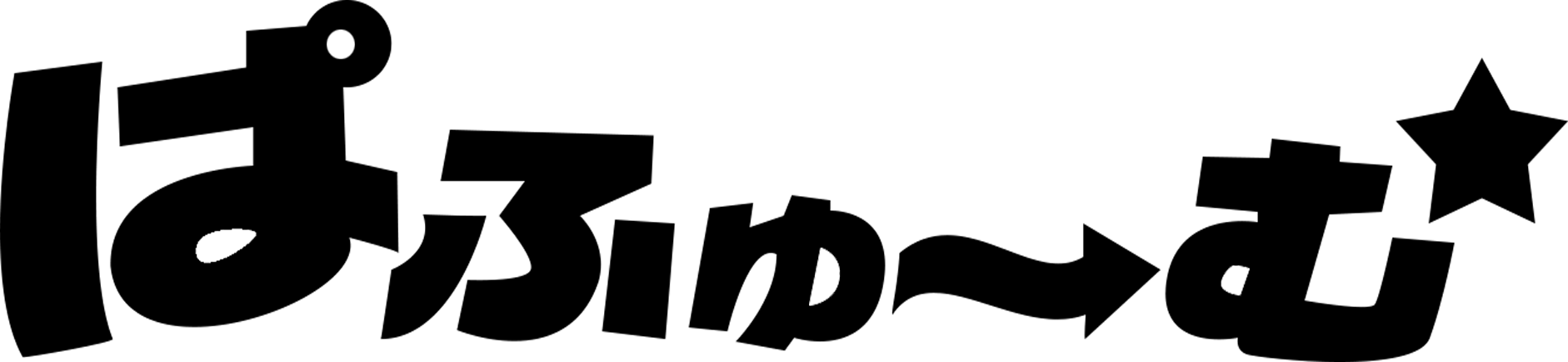
広島時代から東京時代初期まで使われていたロゴ

- 1998年12月、ASH（後述）とは別の芸能スクールが行った体験レッスンで、小学校4年（9歳）時のかしゆかとあ〜ちゃんが出会う[出典 22]。あ〜ちゃんは周りが年上ばかりの中で唯一の同学年だったかしゆかに運命の出会いを感じ、初対面にもかかわらず固い握手を交わしている[出典 23]。かしゆかは、恥ずかしかったり、人見知りしたりする年頃なのに突然「よろしく!!」と握手を求めてきたあ〜ちゃんに戸惑った[出典 24]。
- 1999年春、テレビ新広島がアミューズの提携を得て[58]、アクターズスクール広島（ASH）を開校[58]。第1期生としてかしゆか・あ〜ちゃん・のっちが入学[出典 25]。最初にのっちを除く、かしゆか・あ〜ちゃん・かわゆかの3人で自発的にスクール内ユニット「ぱふゅ〜む」を結成した[出典 26]。Perfumeと同じくスクール開校と同時にダンス講師となったMIKIKOとは長い付き合いで[出典 27]、Perfumeの以降、ほぼ全ての楽曲の振付けがMIKIKOによるもの[出典 28]。絆も強く[出典 29]、"4人目のPerfume"などと呼ばれる[出典 30]。
- 2001年初夏[30]、かわゆかが学業に専念するため脱退後[4]、あ〜ちゃんが新メンバー候補を誘うが「私はちょっと、そういう可愛いのとかはちょっと無理じゃけん」と断られ、次の候補だったのっちが「あまり考えずに」快諾したため[出典 31]、現在のメンバー構成となる[出典 32]。のっちは別のユニットで2000年の第24回ひろしまフラワーフェスティバル（FF）で、 かわゆか在籍中のぱふゅ〜むとステージで共演している[72]、FFのステージに立つ者はごく限られ、スクール生にとっては特別なものだった[72]。このステージで、かしゆかは初めてのっちを認識し、のっちは大人っぽかったから、一緒になるとは思っていなかったと話している[72]。のっち加入経緯詳細については大本彩乃の項目を参照。
- 2002年3月、アクターズスクール広島「もみじレーベル」よりシングル「OMAJINAI★ペロリ」でインディーズデビュー[出典 33]。広島限定のご当地アイドル(ローカルアイドル)として活動[出典 34]。第一次ロコドルブームが興ったのは2003年で[78]、ぱふゅ〜む（Perfume）は2003年に上京したが、当時のPerfumeは新潟のねぎっこ（Negicco）、山形のSHIP、長野のネイチャJr.、岡山と香川のBachicco!、同じ広島のサンフラワーなどと共にロコドルの括りに入れられていた[出典 35]。ロコドルは当時はまだ全国に多くはいなかった[78]。ぱふゅ〜む（Perfume）はローカルアイドルとしてもハシリに位置するグループで[出典 36]、結成から2020年で20周年を迎え、ローカルアイドル出身の女性アイドルグループとしても、同一メンバーによる女性アイドルグループとしても長い活動歴で知られる[出典 37]。アジアの音楽圏の中でも[86]、同一メンバーで長くメジャーの第一線で活躍する女性アイドルグループはほとんどいないとされ[86]、未知の領域に入っている[出典 38]。
- 2002年7月14日、横浜クィーンズスクウェアで開催されたファッションショー「NARUMI JUNIOR CITYパラダイスコレクション」出演[30]。
- 2002年7月23日「ぱふゅーむ日記」（アクターズスクール広島ホームページ）開始（〜2003年3月31日）[87]。
- 2002年夏、BSフジの音楽番組「club TK」出演（放映は2002年12月23日）[出典 39]。
- 2002年、テレビ新広島『ぱひゅーむチャンネル』に出演[54]。
- 11月1日、もみじレーベルから2枚目のインディーズシングル「彼氏募集中」を広島限定で発売[30]。同曲は2002年10月21日より『カープっ娘TV』（テレビ新広島）で挿入歌として流れた他[30]、11月に「彼氏募集中」のキャンペーン番組が深夜帯（クロージング前）に放送された[30]。この時のプロモーションで、広島のCDショップでインストアイベントを行うため、寒い時期にメンバーと母親たちとで大量にビラ配りをし「満員か？」と期待したら、お客さんがわずか2人しか来なかった[出典 40]。このエピソードはテレビやライブ等でよく話し、ファンの間では有名である[出典 41]。同曲の衣装は[出典 42]、広島にルーツを持つナルミヤから提供されたもの[89]。広島限定発売の2枚は各2,000枚で、2枚とも完売している[61]。当時の楽曲は、パッパラー河合プロデュースによる典型的なアイドル歌謡だった[出典 43]。アミューズとのマネージメント契約締結は2002年[50]。
- その他活動は「テレビ新ヒーロー ティエスエスのテーマ」のレコーディング参加（あ〜ちゃんのみ）[96]、CDショップでのインストアライヴやテレビ・ラジオ番組出演、ショッピングセンターのイベント、ひろしまフラワーフェスティバル、福山ばら祭出演ほか、区民まつり、商店街の盆踊り大会等[出典 44]。広島時代の最後のテレビ出演（ひろしま満点ママ!!）は、住宅展示場でのハーブの寄せ植えとマグロの解体ショーであった[91]。

### 東京・インディーズ時代
- アクターズスクール広島の発表会を観に来た大里洋吉アミューズ会長から[99]、「東京来るの？ 来ないの？」と言われ[56]、2003年春、中学3年生になると同時に上京し[56]、アクターズスクール広島と業務提携している現事務所に所属[出典 45]。傘下の新人女性タレント育成プロジェクトBEE-HIVEの一員となり[出典 46]、全国から集められた先輩アイドルグループらと全員女子寮での共同生活を送る[出典 47]。広島弁を直すよう強要され[106]、グループ名表記を事務所の意向で「ぱふゅ〜む」から「Perfume」へ改められる[出典 48][注釈 8]。
- 2003年4月1日 - 2004年3月10日まで「ぱふゅーむ日記」を継続する形で[108]、広島のファン向けに「ぱふゅ〜むの東京通信」を配信し、東京での活動を報告[101]。同年4月号より、実業之日本社より発行されていたローティーン向けファッション雑誌『プチバースデイ』のモデルを休刊となる同年9月号まで務める[注釈 9]。
- 2003年4月28日から2005年11月18日、アミューズ寮の一室に据えられていた『BEE-HIVEカメラ』に生出演した[出典 49]。出演告知はほぼなく、フラッとBEE-HIVEメンバーがカメラの前に現れ、イベント出演の告知や[111]、歌を唄ったり今日の出来事を報告する等のメッセージを送るという画期的なアイデアであった[出典 50]。出演はBEE-HIVEのメンバーのみで[105]、稀に寮に住んでいた他のアイドルや女優の卵がBEE-HIVEメンバーと一緒に出演することもあったが、同時期に寮に住んでいたとされる仲里依紗や上野樹里らの出演は無かった[110]。
- 2003年5月3日の日本青年館を皮切りにBEE-HIVEのメンバーとして全国7大都市ツアー他[101]、イベントに出演[出典 51]。
- 2003年8月6日、「Perfume」として最初のシングル「スウィートドーナッツ」をBEE-HIVEレコードよりリリース[112]。リリースイベントは同日渋谷TSUTAYA[101]。アミューズのテクノ好きの新人社員のアイデアを徳間ジャパンコミュニケーションズの篠木雅博第二制作本部本部長（当時）が承認し[51]、サウンドプロデューサーにCAPSULEの中田ヤスタカを迎え[出典 52]、既存のJ-Pop女性グループ特有のアイドル歌謡に背を向け[6]、広島時代とは全く異なるテクノポップ路線に転換する[出典 53]。あ〜ちゃんは「Perfumeの当時のマネージャー（もっさんこと、山本史朗）[35]が[20]『Challenger』の原曲を聴いて、『この人の曲いいな』と中田さんにプロデュースをお願いに行った」と話している[出典 54]。中田ヤスタカは2001年にデビューしたばかりで、無名の若手プロデューサーに全面的にサウンドプロデュースを任せるという、過去にあまり例のない手法での展開を始める[出典 55]。インディーズ期は、全楽曲を木の子が作詞[62]、メジャー期の「コンピューターシティ」のカップリング「Perfume」までが木の子の作詞[95]、以降は全ての楽曲の作詞作曲編曲は中田ヤスタカ[95][注釈 10]。インディーズ期のCDは、全国のTSUTAYAを中心とした流通[出典 56]。
- 2004年1月3日、SHIBUYA BOXXで初ワンマンライブ「BEE-HIVE New Year Live '04 〜Perfume day〜」開催[101]。
- 2004年3月、シングル「モノクロームエフェクト」をリリース[出典 57]。強烈なドラムの低音を響かせる楽曲[95]。関和亮は本作品のジャケットデザインから制作に参加[119]。2020年現在も使われるPerfumeのロゴは関が本作でデザインしたもの[119]。マーティ・フリードマンは、「最初にこのPerfumeのロゴを見たとき、フォントが超未来的でカッコ良くて、僕はロックとかメタルから来た人だから、ロゴ1発で音が伝わってきた。一体どんな音楽が入ってるんだ？とPerfumeに興味を持った」などと話している[120]。
- 2004年5月、初のレギュラーラジオ番組『PerfumeのPerfume Planet』（エフエム福岡）開始（〜2004年12月）[121]。
- 2004年8月、『Perfumeのドッキ・ドキ・オンエア』（RCC中国放送）が開始（〜2006年3月）[122]。
- 2004年8月、『Cutie Pop Union '04 〜Summer〜』出演。テルミンやシンセドラム、ヴォコーダーなどの演奏に挑戦した[要出典]。
- 2004年9月、シングル「ビタミンドロップ」をリリース[70][注釈 11]。インディーズ時代の3枚のシングルについて、四方宏明は「未だかって、こんなにキックが利いている歌謡曲を歌ったアイドルはいない」と評した[62]。以後、アイドルの登竜門として知られるサンストリート亀戸でのイベントに多数出演し[出典 58]、秋葉原での路上ライブや小さなイベント出演などで経験を積んだ[出典 59]。当時はアイドルのイベントそのものが多くはなく[41]、未分化の時代[41]。イベントでは女子高生から「何、アイドル？」と笑われ[56]、たまにテレビに出たら、共演したアイドルに「衣装すごいね」などと奇抜な衣装をいじられた[130]。後に急激にメディア露出が増えた際[131]、Perfumeをマスメディアがよく知らず、Perfumeを"アキバ系"と紹介することも多かった[出典 60]。不定期なリリースもあり、セールスは振るわなかったが[3]、アイドルファンのみならず、「楽曲派」と呼ばれた一部のアイドルファンやテクノファンの間で、カルト的人気を博す[出典 61]。海外のメディアには「秋葉原の執拗なオタクサブカルチャーに受け入れられて名声を得た」と紹介されるケースもある[11]。
- 2004年10月、広島城秋まつりに出演[134]。
- 2004年12月16日、Shibuya O-EASTでのライブ「〜Play a trick on YOU!!〜 Dreamy☆World」で共演した掟ポルシェは、ここでPerfumeを初めて観て[135]、「これは秋葉原とかのオタクだけのものにしておくのはもったいないな。オタクじゃない層にも見てもらいたい」と自身主催の新宿ロフト等のイベントにブッキングした[135]。
- 2005年夏、『打ち水大作戦!2005』出演に合わせて、「元祖アキバの女王」こと桃井はるこプロデュース作品「アキハバラブ」に「ぱふゅーむ」名義で参加[出典 62]。
- 2005年8月30日、「愛・地球博」に桃井と「ぱふゅーむ×DJ momo-i(モモ－イ)」名義で「打ち水大作戦2005」に参加[出典 63]。会場に参加した関係者にPerfumeの名前を知る者はおらず、当時「Perfume」とネット検索しても数100件程度のヒットだったといわれる[136]。当時のPerfumeは"萌えテクノ"と呼ばれることもあったとされたが[62]、メンバーは「女子高生のテクノポップ・ユニットです」と名乗っていたという[62]。その一方で、宇多丸（RHYMESTER）や掟ポルシェ（ロマンポルシェ。）、ギュウゾウ（電撃ネットワーク）、ミッツィーらによる日本語DJ集団「申し訳ナイタズ」と度々共演していた[138]。
- 2005年8月、クラブイベント『J-POP Union vol.2』では、DJとして登場したのっちが「ジューシーフレグランス」をプレイした（音源未発表）[出典 64]。
- テクノポップは当時は一部のマニアが支持するジャンルであったため[出典 65]、2000年代前半としては特異な音楽性や前例のないレコーディングスタイル等が[51]、当時所属したレコード会社である徳間ジャパンコミュニケーションズの幹部やディレクターやスタッフにも理解されなかった[51]。インディーズ時代のシングル3枚は、この後廃盤になり[142]、2008年に再発売[142]。

### 東京・メジャー時代

#### 2000年代
2005年
- 9月21日、シングル「リニアモーターガール」でメジャーデビュー。インディーズ時代の「レトロな'80年代風テクノ」路線のカラフルな衣装から一転し、PVでは「近未来」をイメージしたテクノな黒を基調とした衣装へ変化。この時から「近未来型テクノポップユニット」を名乗るようになる。PVは『メトロポリス』がモチーフ。インディーズのときは『レトロなテクノ』と言われて、カラフルなワンピースを着ていたが、メジャーデビューからは『近未来』をイメージしたテクノになり、衣装も黒いコスチュームを着せられ戸惑った。メジャーレーベルに入るのが怖く、また「リニアモーターガール」が風変わりな曲で、当時はもっと感動的な曲を歌いたいと思っていたので、「こんな曲では人気が出るわけない」と思ったという。徳間ジャパンの篠木第二制作本部本部長から「シングル3枚ぐらいは大丈夫だから」などと言われいたく傷つく。依然としてセールスは芳しくなく、状況は停滞気味だったが、日本最大のJ-POPクラブイベント「申し訳ないと」のDJ陣である宇多丸や掟ポルシェがPerfumeの活動を後押しする言動を取るようになった。宇多丸は雑誌『BUBKA』の自身の連載「マブ論」でPerfumeを「アイドルポップ最後の希望」などと絶賛、宇多丸は後に「木村カエラより4年早くPerfumeを応援していた」と主張した。掟ポルシェは月刊『サイゾー』2005年7月号で、Perfumeを「広島産変わり者女子高校生3人組」と紹介した。

2006年
- 1月11日、2ndシングル「コンピューターシティ」リリース。初めて中田ヤスタカが作詞を手がけ、以後、全楽曲の作詞作曲を担当する。ジャケットデザイン、PVの背景は黒一色というアイドルとしては思い切ったもの。当時メンバーが通っていた高校は芸能人学校だったが、高校在学中にはブレイクに至らず。そのため地味な学園生活を送ったが、メンバーが初めて「いい歌」と感じた楽曲で、初めてポスターを先生に校内に貼ってもらおうと学校に持って行った。メンバーは著名な芸能人学校の卒業で、この学校の卒業式は人気タレントのインタビューがテレビのワイドショーなどで放映されるが、メディア側からPerfumeへの取材申し込みは皆無だったといわれる。
- 3月18・19日、1泊2日で初のファンとの交流イベント『Perfume 春の移動教室 in 浜名湖』を開催。
- 4月19日、新宿LOFTのイベント『RHYTHM OF FEAR』にゲスト出演。
- 6月28日、3rdシングル「エレクトロ・ワールド」リリース。エレキギターを前面に押し出したエレクトロ・ロックは、それまでのPerfumeのテクノポップのイメージを吹き飛ばすものだったが、セールスは「コンピューターシティ」の半分に留まり、関係者を落胆させる。「リニアモーターガール」が売上げ2,500枚、「コンピューターシティ」売上げ4,000枚とされ、全国メジャー発売で、広島限定発売だった「OMAJINAI★ペロリ」「彼氏募集中」2枚の各2,000枚と大きく変わらない数字に終わる。
- 7月、初の冠番組『パッパッパッパッパッパッPerfume』（エンタ!371）が開始（〜2007年3月）。
- 8月2日、メジャーデビュー1年後にベストアルバム『Perfume〜Complete Best〜』をリリース。同じBEE-HIVEとして活動していたBuzyが、それまでリリースしたシングルをまとめたベストアルバム『Buzy』をリリースした後、Perfumeのベストアルバム発売直前に解散したため、デビューアルバムがベストアルバムという事実にPerfumeも「解散説」が流れ、アルバムで唯一の新曲だった「パーフェクトスター・パーフェクトスタイル」の歌詞が、Perfumeの解散を示唆するような内容であったことから、ファンなどの間でも様々な憶測を呼び、さらにメンバー3人の大学進学が決まりファンを動揺させる。アミューズ関係者は「Perfumeは毎回、戦略会議で『アイツらどうすんの？』と議題に上がっていた。要はクビ寸前だったんです。いつ辞めさせられても仕方ない状況だったために、"保険"として大学に進学させたんです」。当時のマネジャー・山本史郎は「当時、ベスト盤が出ると事実上の契約終了になる前例をいろいろ見ていたので、実は、メンバーも僕も、『終わりが近づいているんじゃないか』と思ってました」と証言している。
- 8月23日、スペースシャワーTVの「DAX Live!!」「Perfume&掟ポルシェの3時間」の生配信で「エレクトロ・ワールド」を畳二畳のスペースで完璧に踊り切り「セマイドル」という言葉が生まれる。
- 10月28日、「武蔵野美術大学芸術祭」出演。かしゆかがステージから転落。
- 12月20日、「Twinkle Snow Powdery Snow」をネット配信限定でリリース。mora winで5日間連続売り上げ1位を記録した。この頃から、ファンの手で動画共有サイトYouTube、ニコニコ動画などにPerfumeの動画が投稿され、大量に視聴される。perfumenなるPerfumeのコピーダンスユニットなども登場。これらによりアイドルファン以外の層にもその魅力が伝わった。ここからPerfumeは上昇気流に乗り始めた。また、2007年2月設立されたニュースサイト「ナタリー」が、Perfume情報をきめ細かく伝えるため、ユーザーから“ナタリーきもい”と形容される。Perfumeの歴史はIT関連のサービスの歴史とリンクするという見方もあり、当時のレコード会社でPerfumeの制作担当だった徳間ジャパンコミュニケーションズ元社長・篠木雅博は「ネットから徐々に人気が拡がっていった。ネット時代のアイドル誕生といえるかな」、宇多丸と掟ポルシェも「YouTubeとかニコニコ動画とかの発展とその恩恵を一番受けたのがPerfumeじゃないかと思います」と述べている。

2007年
- 2月14日、バレンタインデーの定番曲となった「チョコレイト・ディスコ」を含む4thシングル「ファン・サーヴィス［sweet］」リリース。この作品には、ネット配信限定でリリースされていた「Twinkle Snow Powdery Snow」が収録された。1か月後のホワイトデーにリリースされたDVD『ファン・サーヴィス［bitter］』のどちらもジャケットにPerfume本人の姿を使用しないアイドルユニットとしては異例のデザイン。
- 2月17、18日、六本木ヒルズ内テレビ朝日1Fイベントスペースumuで「ファン・サーヴィス［sweet］」の発売記念無料イベントを行う。CDがオシャレなお店に置いてもらえるようになる等、以前ではあり得ないほど状況が好転する。
- 2月28日、雑誌『remix』4月号（2月28日発売）で、Perfumeのリミックス曲を収録した7inchアナログ盤が100名に当たる読者プレゼント企画を実施。
- 3月12日・13日、渋谷に「Perfume CAFE」がオープン。2日間限定でPerfumeのアーティストカフェとして営業するというキャンペーン企画。最終日の夜にはシークレットでPerfume本人も登場。
- 木村カエラがPerfumeのファンと公言し、3月28日以後、4週にわたって自身のラジオ番組『OH! MY RADIO』において、Perfumeの楽曲をヘヴィー・ローテーションする。この放送をCMディレクター・友次彰が聴いていたため、CMキャラクターへの起用のきっかけとなった。
- 5月24日、初の完全ワンマンライブ『ひこぼし☆募集中』（代官山UNIT）のチケットは即日完売。追加公演が決定。
- 7月1日、Perfumeのメンバーが出演し、楽曲「ポリリズム」が流れるACジャパン・NHK共同の環境・リサイクルキャンペーンCM「リサイクルマークがECOマーク。」の放映が始まる。視聴者から大反響を呼び、知名度も飛躍的に上がり、「次世代ガールズ・ユニット」などと騒がれる。
- 7月11日、アルバム『Perfume〜Complete Best〜』が、発売5か月後（初回盤発売からは11か月後）にしてオーダーが殺到し、Amazon.co.jpの売り上げランキング1位を記録（Amazonミュージックストア2007年年間総合9位）。オリコンでは圏外から80位、30位とジャンプアップし、7月だけの1ヶ月で発売当初の出荷枚数の約8倍のオーダーが殺到した。この頃、ニコニコ動画などにアイドル育成ゲーム『THE IDOLM@STER』の映像とPerfumeの楽曲を組み合わせた動画が投稿されて人気を集めたことが、新たなファン獲得に繋がった。
- 8月11日、『サマーソニック07』に当時アイドルとして異例の出演を果たし、大阪会場DANCE STAGEのオープニングアクトを務める。当時はロックフェスにアイドルが出るということ自体がなかった時代、Perfumeの出演決定には賛否両論があったが、ロックフェスに出演するアイドルの先駆けとなり、後続のロールモデルを構築した。
- 8月22日、J-WAVEの木村カエラのラジオ番組『OH! MY RADIO』にPerfumeがGuest出演し、木村カエラとの初対面が実現する。
- 9月1日、『テレビブロス』でコラム「たちまち、語リンピックせん?」連載始まる。
- 9月12日、5thシングル「ポリリズム」リリース。ヴォーカルを徹底的に加工し、間奏部分はプログレファンも心躍らせた。オリコン週間チャートで7位、デイリーでは4位を獲しブレイク。独自な楽曲・歌詞・ダンス・MCなどで多方面から評価を得る。初回盤には50枚限定でメンバーの直筆サイン入りCDが封入され、その中から抽選で選ばれた3名が、11月8日に東京・ LIQUIDROOM ebisuで行われたワンマンライブの楽屋に招待された。
- 9月17日、東京・池袋サンシャインシティ噴水広場で「ポリリズム」の発売記念イベントを開催。この頃までは握手会をやっていた。同所でのリリースイベントは2度目。二年前のメジャーデビュー直後のイベントでは約300人だったが、この日は約2,000人のファンが集まった。
- 9月19日、渋谷DUOで行われた「duo Night 3回目」で、アイドルユニットとしてヒップホップグループ2組と対バンを行う。あ〜ちゃんが「Perfumeは基本的にオール・アウェーなんで！」と名言を残した。
- 『Quick Japan』74号（2007年10月10日発売）が表紙と特集に取り上げる。
- 10月、『Perfumeのパンパカパーティー』（CBCラジオ）が開始（〜2008年9月）。
- 10月 - 11月、Perfume 初の全国ワンマンツアー『感謝!感激!ポリ荒らし! 〜あらためまして、Perfumeです〜』（名古屋・大阪・広島）『Perfume 〜SEVENTH HEAVEN イイ気分♪〜』（東京）を開催。広島公演はアクターズスクール広島で、メンバーが散々汗と涙を流したスタジオにステージを組んで行われ、『スクールの発表会のリハーサルみたいじゃん？』とちょっとガッカリした。「ポリリズム」のヒットでCMやテレビ出演のオファーが増え、テクノポップブームの火付け役となり、多くのフォロワーを生んだ。
- 10月12日、ヴィレッジヴァンガード下北沢店で初の女性限定イベントを行った。
- 10月22日、フジテレビ系『HEY!HEY!HEY! MUSIC CHAMP』に初出演。ゴールデンの音楽番組出演は、この時が初めてである。
- 11月8日、全国ワンマンツアー最終日、東京・恵比寿リキッドルームにてワンマンライブ「Perfume 〜SEVENTH HEAVEN イイ気分♪〜」を行なう。オープニングで幕が落ち、超満員の客席を見てあ〜ちゃんが号泣、のっちは「こんな日が来るなんて思っていなかった」と話した。Perfumeのその後の成功により、トップアイドルと地下アイドルの間に位置する1000人規模の集客を持つアイドルを指す「リキッドレベル」という言葉が生まれた。
- 12月28日・29日、『rockin'on presents COUNTDOWN JAPAN 07☆08』東京（28日）・大阪（29日） 両会場に出演。両会場とも入場規制を起す。
- 大晦日の『紅白歌合戦』に、この年注目を浴びた「アキバ枠」として出場予想もあったが、落選（AKB48、中川翔子、リア・ディゾンの3組がこの枠〈日本が誇る最先端! スペシャルメドレー〉でいずれも初出場）。このため急遽、カウントダウンライブを決定し、12月31日、Zepp Tokyoにて年越しカウントダウンライブをワンマン開催。約2,700人収容の会場はほぼ満員となった。

2008年
- 1月16日、6thシングル「Baby cruising Love/マカロニ」リリース。オリコン週間チャートで3位、デイリーでは2位まで上昇。同時期に、アルバム『Perfume〜Complete Best〜』も発売1年後にしてオリコン最高順位を更新（1月28日付）し、初回盤と通常盤を合わせた出荷枚数が10万枚を突破。J-POP枠としては異例のロングセラーとなり、2008年1月度付で日本レコード協会よりゴールドディスクとして認定された。同アルバムの初回出荷枚数はわずか3,000枚だったが、その後もじわじわ売上げを伸ばし、2015年に累計25万枚を出荷し、プラチナディスクの認定を受けた。
- 1月18日、テレビ朝日系『ミュージックステーション』にYoung Gunsのコーナーで初出演。2008年に入り、テレビやラジオの露出がさらに増え、検索ワードも急上昇した。
- 2月14日、ファンクラブ「P.T.A.（Perfume TO ANATA）」発足。
- 3月31日、ラジオ番組『SCHOOL OF LOCK!』内「Perfume LOCKS!」スタート（〜2021 年3月）。
- 4月4日、初の地上波レギュラーテレビ番組 『HAPPY!』スタート（〜9月）。
- 4月10日、森永乳業エスキモーpino「ながらピノ、する？Perfume篇」で商品TV-CMに初出演し、全国でオンエア。ミュージック・ビデオ連動型TV-CMで、タイアップ曲は「シークレットシークレット」。MVのシークレットゲストとして宇多丸が出演。
- 4月13日、テレビドラマ『スミレ16歳!!』で主題歌「セラミックガール」を歌うPerfumeが、エンディングに文化祭のステージ出演という設定でドラマ出演。
- 4月16日、アルバム『GAME』リリース。発売初週のオリコンアルバム週間チャート1位を獲得。テクノアーティストのオリコンアルバム1位は、YMOの1983年『浮気なぼくら』以来24年11か月ぶりで、史上2組目の偉業であった。『GAME』効果で『Perfume〜Complete Best〜』が前週83位から25位に浮上するなど過去作品のチャートが軒並み上昇した。
- 4月18日、念願であった『ミュージックステーション』（テレビ朝日系）での木村カエラとの共演が実現（ちなみに『HEY!×3』初登場時に木村とは一度共演している）。
- 4月22日、J-WAVEの木村カエラの『OH! MY RADIO』に2度目のゲスト出演をしたが、木村がJR東海道新幹線の人身事故のため豊橋駅で足止めとなり、番組の開始に間に合わないため、到着までの30分以上の間、Perfumeの3人でパーソナリティ代打を務めた。
- 4月27日 - 6月1日、『エスキモーpino presents Perfume First Tour「GAME」』を開催。大阪のZepp Osakaを皮切りに10会場・11公演が行われた。
- 6月21日、HOT STUFF PROMOTIONの設立30周年を記念したイベント『Hot Stuff 30th Anniversary「BLACK AND BLUE」』の2日目にSPECIAL OTHERSと対バン形式で出演した。
- 7月9日、7thシングル「love the world」リリース。7月21日付のオリコンシングルチャートで1位を獲得。グループとしてはもちろん、テクノアーティスト史上初のシングルチャート1位獲得となった。
- 8月2日、『rockin'on presents ROCK IN JAPAN FES.2008』に初出演、2日目のLAKE STAGEのトップバッターを務めた。この日、1万人収容の同ステージは開演直前には観客が溢れ、異例となる入場規制が行われた。
- 8月9日・10日、『SUMMER SONIC 08』東京会場（9日）・大阪会場（10日）に出演。ここでも両日入場規制が行われた。
- 8月16日発売『BRUTUS』（マガジンハウス）のJ-POP特集「ニホン語で歌おう!」で表紙・歌詞の特集が組まれる。
- 10月11日、初の地上波テレビ冠番組『Perfumeの気になる子ちゃん』スタート（〜2009年3月）。
- 10月15日、ライブDVD『Perfume First Tour 『GAME』』リリース。Zepp Tokyoと横浜BLITZでのライブが収録されている。オリコンDVD総合チャート1位を獲得。2008年に発売されたシングル・アルバム・DVDでオリコンチャート1位を獲得した。
- 11月6日・7日、念願の日本武道館で、2daysワンマンライブ『森永乳業 エスキモーpino presents BUDOUKaaaaaaaaaaN!!!!!』を開催。会場には、Perfumeと親交のある木村カエラをはじめ、数多くの芸能人が足を運んだ。またプロデューサーの中田ヤスタカも来場し、Perfumeのワンマンライブを初観覧した。
- 11月19日、8thシングル「Dream Fighter」を発売。ニコ動のトップページに掲載され、爆発的に再生された。
- 12月1日、『第50回日本レコード大賞』においてアルバム『GAME』で優秀アルバム賞を受賞。
- 12月17日、初のフォトブック『Perfume Portfolio』リリース。
- 12月28日・29日、「rockin'on presents COUNTDOWN JAPAN 08/09」東京会場（28日）・大阪会場（29日） に出演。
- 12月31日、『第59回NHK紅白歌合戦』に初出場し、「ポリリズム」を歌唱。この年、アイドル枠での出場はPerfumeのみで、連続出場。

2009年
- 3月25日、9thシングル「ワンルーム・ディスコ」リリース。
- 4月5日、NHK総合『MUSIC JAPAN』のMCを関根麻里と共に担当を開始。
- 4月11日、新冠番組『Perfumeのシャンデリアハウス』スタート。
- 4月22日、ライブDVD『Perfume 『BUDOUKaaaaaaaaaaN!!!!!』』発売。日本武道館でのライブの模様が収録されている。
- 5月9日・10日、国立代々木競技場第一体育館で、2daysワンマンライブ『エスキモー pino presents ディスコ! ディスコ! ディスコ!』を開催。
- 7月4日、『HOT STUFF 30th Anniversary Special Live "out of our heads"』で木村カエラと15分間限定ユニット「木村カエラ∞Perfume（キムラカエラパフューム）」でオープニングゲストとして登場し、木村カエラの「Jasper」とPerfumeの「チョコレイト・ディスコ」の2曲を披露した。
- 7月8日、3rdアルバム『⊿』（トライアングル）をリリース。
- 7月31日、『rockin'on presents ROCK IN JAPAN FES.2009』で念願だった4万人以上収容のメインステージ（GRASS STAGE）でトップバッターを務めた。
- 8月7日 - 10月30日、『Perfume Second Tour 2009 直角二等辺三角形TOUR』を戸田市文化会館を皮切りに全国11都市19公演で開催。
- 9月25日、日本テレビでの冠番組『HAPPY!』『Perfumeの気になる子ちゃん』『Perfumeのシャンデリアハウス』の3部作を収録した『Perfume in HAPPY!で気になるシャンデリアハウス』を発売。
- 12月17日、『Perfume Second Tour 2009 直角二等辺三角形TOUR』の様子を撮影した写真集『Perfume Livefolio』を発売。
- 12月28日、『rockin'on presents COUNTDOWN JAPAN 09/10』 に出演。
- 12月31日、『第60回NHK紅白歌合戦』に出場し、「ワンルーム・ディスコ」を歌唱。

#### 2010年代
2010年
- 1月13日、2ndライヴツアーを収録したDVD『Perfume Second Tour 2009『直角二等辺三角形TOUR』』を発売。
- 3月7日 - 4月3日、初のファンクラブ会員限定ライブハウスツアー『P.T.A. presents Perfume 結成10周年!!!!『パッと楽しく遊ぼうの会』ライブハウストゥワー』を全10か所12公演で開催。
- 4月14日、10thシングル「不自然なガール/ナチュラルに恋して」をリリース。
- 6月、ペプシネックスのLOVE! PEPSI NEXコマーシャルキャンペーンでカーディガンズの「ラヴフール」をカバー。
- 8月11日、11thシングル「VOICE」をリリース。
- 11月3日、東京ドーム公演『Perfume LIVE @東京ドーム「1 2 3 4 5 6 7 8 9 10 11」』を開催。東京ドームでワンマンライブを行うのは、国内の女性グループとしてはSPEEDに続いて史上2組目となる。
- 11月10日、12thシングル「ねぇ」をリリース。
- 11月28日、韓国Mnet主催のアジア最大級の音楽授賞式『2010 Mnet Asian Music Awards (MAMA)』（中国・マカオにて開催）に日本のアーティストとして出演、Best Asia POP Artist（アジアPOPアーティスト賞）を受賞。Perfumeとしては初めての海外でのステージとなる。
- 12月28日、『rockin'on presents COUNTDOWN JAPAN 10/11』 に出演。
- 12月31日、『第61回NHK紅白歌合戦』に出場し、「ねぇ」を歌唱。NHK紅白歌合戦に3年連続での出場となった。

2011年
- 2月9日、東京ドームライヴを収録したDVD『結成10周年、メジャーデビュー5周年記念!Perfume LIVE@東京ドーム「1 2 3 4 5 6 7 8 9 10 11」』を発売。初週約7万枚売上げ、女性グループ初の4作連続オリコン連続総合1位となる。
- 5月4日、『第35回ひろしまフラワーフェスティバル』にスペシャルゲストとして出演。FFのステージに立つのは、第30回、2006年5月3日のさくらステージ以来であるが、この時の衣装は、ウサギのプリントが入った500円の赤いTシャツに冬物の白いミニスカート、スニーカーと、スクールの後輩にみすぼらしい格好を見せ屈辱にまみれたが、雌伏5年の時を経て凱旋しリベンジを果たす。
- 5月18日、13thシングル「レーザービーム/微かなカオリ」をリリース。発売1週目で約9万4000枚を売上げ、オリコン週間チャート2位を獲得。4作連続で自己最高初動を更新。
- ディズニー/ピクサー制作のアメリカ映画『カーズ2』オリジナルサウンドトラックの挿入歌に「ポリリズム」が起用される。ピクサーのスタッフにPerfumeファンがいて、ジョン・ラセター監督に「ポリリズム」を推薦し、ラセターが気に入り使用を決めた。ハリウッド映画の日本公開用バージョンではなく、全世界で公開されるバージョンで楽曲が使用されるのは極めて稀なことである。
- 8月5日、『rockin'on presents ROCK IN JAPAN FES.2011』で同フェス4年連続出場。
- 9月公開された『モテキ』に「Baby cruising Love」が挿入歌として起用され、メンバーも特別ゲストとして映画初出演。
- 10月15日、『2011 Asia Song Festival』 に出演。
- 10月29日、メンバーの発案で、Perfumeの楽曲を課題にしたPerfume初のダンスコンテスト『Perfumeダンスコンテスト〜魅せよ、JPN!〜』を東京品川ステラボールで開催。以降も不定期に開催される。
- 11月2日、14thシングル「スパイス」をリリース。
- 11月15日、『結成10周年、メジャーデビュー5周年記念! Perfume LIVE@東京ドーム「1 2 3 4 5 6 7 8 9 10 11」』が、第15回文化庁メディア芸術祭審査委員会推薦作品に選出される（作者名：MIKIKO＋Perfume）。
- 11月30日、4thアルバム『JPN』リリース。
- 12月31日、『第62回NHK紅白歌合戦』に出場し、「レーザービーム」を歌唱。NHK紅白歌合戦に4年連続での出場となった。

2012年
- 1月 - 5月、初の全国アリーナツアーとなるキリンチューハイ 『キリンチューハイ 氷結 Presents Perfume 3rd Tour 「JPN」』を神戸ワールド記念ホールを皮切りに全国13会場・21公演で開催。
- 2月28日、海外進出を視野に入れた活動を本格的にスタートするため、メジャーデビュー以降在籍していた徳間ジャパンからユニバーサルJ（現：Polydor Records）へのレーベル移籍を発表。前年6月19日（現地時間6月18日）に開催された『カーズ2』のワールドプレミアにPerfumeが出席した際、当時PerfumeはまだアメリカでCDの発売や配信等を行っていなかったが、インターネットでPerfumeを知ったアメリカの音楽ファンからのレセプションに驚いたアミューズが、本格的な世界挑戦を決断したといわれる。これに伴い、海外向けのオフィシャルグローバルサイトとPerfumeのYouTubeの公式チャンネルが開設された。
- 3月6日、アルバム『JPN』の収録曲が日本を除く世界50か国のiTunes Storeより同時配信された。
- 4月11日、15thシングル「Spring of Life」をリリース。このシングルから、専用レーベル『Perfume Records』を設立。
- 同上、『JPN』のアジア各国で現地盤CD発売およびデジタル配信が決定。
- 6月23日、『MTV VIDEO MUSIC AWARDS JAPAN 2012』のMCを務める。また、この授賞式で「レーザービーム」が最優秀ダンスビデオ賞・最優秀振付け賞を受賞。
- 8月1日、『Perfume 3rd Tour 「JPN」』の広島グリーンアリーナ公演2日目の模様を収録したDVD『Perfume 3rd Tour 「JPN」』をリリース。発売初週に約7万7000枚売上げ、2012年8月13日付オリコン週間ランキング総合1位となり、女性グループ初の5作連続オリコン週間ランキング連続総合1位となっている。発売第2週に約9,000枚売上げ、2012年8月20日付週間オリコンランキング総合1位となり、女性グループ史上初ライブDVDが2週連続1位獲得した。
- 8月15日、16thシングル「Spending all my time」をリリース。
- 9月12日、グローバルコンピレーションアルバム『Perfume Global Compilation "LOVE THE WORLD"』をリリース。
- 10月26日 - 11月24日、初の海外単独ツアーとなるアジアツアー『Perfume WORLD TOUR 1st』を台湾を皮切りに、香港、韓国、シンガポールの計4都市で開催。
- 11月24日、『Perfume WORLD TOUR 1st』最終公演となるシンガポール公演にて、Perfume初のライブビューイングを日本国内および台湾の映画館で実施。
- 12月31日、『第63回NHK紅白歌合戦』に出場し、「Spring of Life」を歌唱。NHK紅白歌合戦に5年連続での出場となった。

2013年
- 2月27日、17thシングル「未来のミュージアム」をリリース。
- 5月22日、18thシングル「Magic of Love」、DVD『Perfume WORLD TOUR 1st』同時をリリース。『Perfume WORLD TOUR 1st』は発売初週に4万5000枚を売り上げ、2013年6月3日付オリコン週間ランキング総合首位となり、女性グループ初の6作連続オリコン週間ランキング連続総合首位となる。
- 5月29日 - 6月18日、初の対バンツアー『ずっと好きだったんじゃけぇ〜さすらいの麺カタPerfume FES!!』を斉藤和義、奥田民生、マキシマムザホルモンと共に開催。
- 6月19日、メジャーデビュー以降の楽曲が全世界116か国のiTunes Storeで順次配信される。バックカタログのほぼすべてがiTunesで世界中で利用できるアーティストは、J-POPグループでは珍しいとされる。オフィシャルYouTubeチャンネルで、メジャーデビュー以降の過去のシングル曲のミュージックビデオをフルサイズで配信する。
- 6月14日、「Ultra Korea(ULTRA MUSIC FESTIVAL)2013」（韓国・ソウルチャムシル総合運動場）で、初の海外フェス出演。
- 6月20日、フランスのカンヌで6月16日から22日まで開催された世界最大の広告祭「カンヌライオンズ 国際クリエイティビティ・フェスティバル」に日本人アーティストとして初めてゲストとして招待される。Perfumeの海外展開用サイト「Perfume official global website」サイバー部門で銀賞（SILVER LION）を受賞した。プレゼンテーションのステージに立ち、日本の最新のテクノロジーとともに圧倒的なダンスパフォーマンスを披露した。
- 7月3日 - 7日、『Perfume WORLD TOUR 1st』に続く海外ツアー『Perfume WORLD TOUR 2nd』をドイツ、イギリス、フランスの3都市で開催。
- 8月3日、『ROCK IN JAPAN FESTIVAL』で大トリ、ヘッドライナーとして出演。
- 8月14日、過去のライブDVDがブルーレイ化され、6作品を同時リリース。6作品すべてが、8月26日付オリコン週間BDランキングTOP10入り。ももいろクローバーZが同年6月に達成した「ミュージックBD同時TOP10入り」記録の4作を上回り、歴代最多記録となった。
- 10月2日、5thアルバム（ユニバーサルJ移籍第1弾）『LEVEL3』を発売。前作に続き、発売初週のオリコンアルバム週間チャート1位を獲得。5作連続（通算5作）1位。女性グループのアルバム5作連続首位は、女性5人組バンド、プリンセス プリンセス（1989年11月『LOVERS』から1993年2月『BEE-BEEP』までの5作）が記録して以来20年8か月ぶりで、連続首位獲得数で最多タイに並んだ。
- 10月26日、Perfumeの第2回ダンスコンテスト『第2回Perfumeダンスコンテスト 魅せよ、LEVEL3〜』をメルパルク東京イベントホールで開催。今回は世界各国のファンから熱い要望を受けたことから、海外在住者のみが参加できる「インターナショナル部門」を新たに設立。日本のファンと海外のファンが一堂に集まり、コンテストで同じ時間を共有し、メンバーとダンスを通して交流を行った。
- 11月27日、19thシングル「Sweet Refrain」をリリース。同曲は10月11日から11月22日まで放送された長澤まさみ主演のドラマ『都市伝説の女』Part2の主題歌に起用され、エンドロールで長澤まさみと溝端淳平、竹中直人のレギュラーメンバーとPerfumeがダンスコラボした。
- 12月7日 - 25日、初の2大ドーム（京セラドーム大阪・東京ドーム）ライブ『Perfume 4th Tour in DOME 「LEVEL3」 supported by チョコラBB』を開催。
- 12月31日、『第64回NHK紅白歌合戦』に出場し、「Magic of Love」を歌唱。NHK紅白歌合戦に6年連続出場となった。

2014年
- 2月12日、初のビデオクリップ集『Perfume Clips』をリリース。DVDは約3万4000枚、Blu-ray Disc（BD）は約5万2000枚を売り上げ、2月24日付週間DVD、BDの両ランキングでそれぞれ総合1位に初登場。合算で約8万6000枚を売り上げ、週間総合ミュージックDVD・BDランキングでも首位となり、3冠を達成した。Perfumeの音楽DVD作品が総合首位を獲得したのは、「Perfume First Tour 『GAME』」（2008年10月発売）から7作連続。これまで自身と宇多田ヒカルが持っていた「女性アーティストの音楽DVD作品による連続総合首位獲得記録」の6作を更新し、単独で歴代1位となった。
- 3月15日 - 4月20日、対バンツアー第2弾『Perfume FES!! 2014』を開催。ツアーファイナルとして4月20日に開催予定だった韓国・UNIQLO-AX公演をセウォル号沈没事故を受けて自粛した。
- 4月9日、ライブDVD/BD『Perfume 4th Tour in DOME「LEVEL3」』をリリース。
- 5月14日、5thアルバム『LEVEL3』のアナログ盤をリリース。アナログ盤を商品としてリリースするのは今回が初。
- 5月24日・25日、『TOKYO METROPOLITAN ROCK FESTIVAL 2014』出演。
- 5月29日、国立競技場最後の音楽イベント「SAYONARA 国立競技場FINAL WEEK JAPAN NIGHT」の最終日に出演。
- 7月、広島県観光PRキャンペーン「泣ける！広島県」ガイドブック創刊号の表紙、グラビア、里帰りインタビュー。
- 7月16日、20thシングル「Cling Cling」をリリース。
- 7月19日、『BBQ in つま恋 〜僕らのビートを喰らえコラ!〜』出演。
- 8月1日 - 9月21日、全国アリーナツアー『Perfume 5th Tour 2014「ぐるんぐるん」supported by チョコラBB』を広島グリーンアリーナ公演を皮切りに7都市で計14公演を開催。
- 8月末、OK Goのミュージックビデオ「I Won't Let You Down」撮影に参加。
- 10月1日、2回目の海外ツアーのライブDVD/BD『Perfume WORLD TOUR 2nd』をリリース。DVD化された初のアジアツアーBD『Perfume WORLD TOUR 1st』も同時発売。10月13日付週間DVD、BDの両ランキングでそれぞれ総合1位に初登場。両盤同時1位獲得作品数は、今年2月以来通算2作目となるが、同一年で複数の作品が両盤同時1位獲得を達成したのは女性アーティストではオリコン史上初。男性を含む全アーティストを通じても、EXILE・嵐とならぶタイ記録となる。DVDが通算8作目、BDが同じく3作目の首位獲得を記録。DVDは宇多田ヒカルと倖田來未、BDはAKB48といずれも肩をならべており、両盤それぞれの1位獲得作品数で女性アーティスト歴代トップタイとなった。
- 10月3日、8月20日に発生した広島土砂災害に対し、ライブ会場に設置した募金箱から集まった約900万円とアミューズからの義援金100万円の計約1000万円を広島市に寄付したと発表。『Perfume 5th Tour 2014「ぐるんぐるん」』8月30日の札幌公演より各会場に募金箱を設置し、公演中にメンバー自身が協力を呼びかけていたもの。
- 10月12日、メンバーとスタッフで検討を重ねた結果、4月20日に開催予定であった韓国・UNIQLO-AX公演を改めて同会場で開催。
- 10月31日 - 11月15日、『Perfume WORLD TOUR 2nd』に続く海外（こちらはアジア、ヨーロッパとアメリカ圏）ツアー『Perfume WORLD TOUR 3rd』を台湾、シンガポール、ロサンゼルス、ロンドン、ニューヨークの5都市で開催。アメリカでワンマンライブを行うのはこれが初となる。なお会場は各都市とも、前回までのツアーと比べてさらにキャパの大きなホールとなる。
- 12月31日、『第65回NHK紅白歌合戦』に出場し、「Cling Cling」を歌唱。NHK紅白歌合戦に7年連続出場となった。

2015年
- 3月10日、ライブDVD/BD『Perfume 5th Tour 2014「ぐるんぐるん」』をリリース。3月23日付オリコン週間DVD・BDの両ランキングで総合1位に初登場。DVD通算首位獲得作品数が通算9作となり、これまで8作で並んでいた宇多田ヒカル、倖田來未を抑えて女性アーティスト歴代1位になる。「BD通算首位獲得作品数」も通算4作に伸ばし、3作で並んでいた安室奈美恵、水樹奈々、AKB48を抑えて同記録でも女性歴代1位となった。「DVD、BD同時首位獲得作品数」も通算3作となり、安室と並んで女性歴代1位タイとなる。
- 3月18日 - アメリカ・テキサス州オースティンで開催されている世界最大規模のフェスティバル「SXSW 2015」で、ヘッドライナーを務めた。
- 3月23日 - Perfumeと伊勢丹による様々なコラボ企画が展開。重要なファッションアイテムであるハイヒールが、メンバー監修のもと「Perfumeダンスヒール」という商品として誕生。
- 4月29日、21stシングル「Relax In The City/Pick Me Up」をリリース。
- 7月22日、3回目の海外ツアーのライブDVD/BD『Perfume WORLD TOUR 3rd』をリリース。
- 9月21日 - 10月7日、アニバーサリーライブ&イベント『Perfume Anniversary 10days 2015 PPPPPPPPPP』をTSUTAYA O-WEST、日本武道館、広島グリーンアリーナを会場に2都市計7公演を開催。初日の9月21日は、TSUTAYA O-WESTでのファンクラブ会員限定ライブ『P.T.A.サミット』を実施。2日目の9月22日は、対バンツアー第3弾『Perfume FES!! 2015 〜三人祭〜』を開催。3日目の9月23日は、Perfumeの第3回ダンスコンテスト『第3回 Perfumeダンスコンテスト 〜魅せよ、武道館!〜』を実施。日本武道館や広島グリーンアリーナ6日間ワンマンライブのタイトルは『LIVE 3：5：6：9』。
- 10月28日、22ndシングル「STAR TRAIN」をリリース。活動当初からライブの定番曲だった「イミテーションワールド」を初収録。発売1週目で約6万6000枚を売上げ、オリコン週間チャート4位を獲得。17作連続（通算17作）TOP5入り。
- 10月31日、2014年の秋行われた世界ツアーを中心に完全密着したドキュメンタリー映画『WE ARE Perfume -WORLD TOUR 3rd DOCUMENT』（監督は佐渡岳利）が公開となる。史上初のドキュメンタリー映画作品の日米同時公開となり、10月22日から開催された第28回東京国際映画祭の「パノラマ部門」に正式招待された。
- 12月31日、『第66回NHK紅白歌合戦』に出場し、「Pick Me Up」を歌唱。NHK紅白歌合戦に8年連続出場となった。

2016年
- 1月から3月までTOKYO MXで放映された同局開局20周年記念短編テレビアニメ『SUSHI POLICE』の主題歌 「I Don’t Understand You」をOK Goとコラボ。
- 1月13日、メジャーデビュー10周年記念日の9月21日を皮切りに計10日間行われた記念イベントのメインイベントと言えるワンマンライブDVD/BD『Perfume Anniversary 10days 2015 PPPPPPPPPP「LIVE 3:5:6:9」』をリリース。1月25日付オリコン週間BDランキング総合1位を獲得、音楽映像作品通算首位獲得作品数では、関ジャニ∞、嵐と並んで歴代1位タイとなった。
- 2月17日、徳間ジャパン時代に発表されたアルバム5作品のアナログ盤をリリース。
- 2月27日、あ〜ちゃんがパーソナリティを務めるラジオ番組「あ〜ちゃんのただただラジオがスキじゃけん。」の初の公開録音が、徳島グランヴィリオホテルで行われた。
- 3月16日 - 配信限定シングル『FLASH』をリリース。
- 4月5日 - 4月10日、『Perfume「COSMIC EXPLORER」×WIRED CAFE』がWIRED CAFEの10店舗にて期間限定でオープン。
- 4月6日、アルバム『COSMIC EXPLORER』をリリース。前作に続き、発売初週のオリコンアルバム週間チャート1位を獲得した。女性グループのアルバム6作連続首位は、通算アルバム1位獲得作品数でAKB48と並び、女性グループ歴代1位タイとなった。同アルバムは、iTunesのエレクトロニックアルバムチャートでも全米1位を獲得。ビルボード・アメリカ国内チャートのダンス／エレクトロニック・アルバムチャートでも16位を記録し、自身初のアメリカチャート登場となった。
- 5月3日 - 7月3日、全国アリーナツアー『Perfume 6th Tour 2016 「COSMIC EXPLORER」』を宮城セキスイハイムスーパーアリーナ公演を皮切りに7都市で計15公演を開催。
- 7月6日 - ドキュメンタリー映画DVD/BD『WE ARE Perfume -WORLD TOUR 3rd DOCUMENT』をリリース。発売初週のオリコン週間DVDならびにBDランキングの両映画部門でともに1位を獲得した。
- 8月3日 - アルバム『COSMIC EXPLORER』のアナログ盤をリリース。
- 8月6日 - 8月7日、9月3日 - 9月4日、ロンドン、ニューヨークで『Perfume: A Gallery Experience Supported by Rhizomatiks』を開催。
- 8月26日 - 9月4日、北米ツアーを4都市で5公演を開催した。
- 10月22日 - 11月12日、『Perfume 6th Tour 2016「COSMIC EXPLORER」Dome Edition』をドーム3会場で5公演を開催。
- 10月22日 - 11月19日、『Perfume☓福岡市地下鉄「Play！Subway」キャンペーン』を実施。
- 12月19日、米「ローリング・ストーン」誌における、年間「ベスト・ポップ・アルバム TOP20」において、アルバム『COSMIC EXPLORER』が“16位”に選出される。
- 12月31日、『第67回NHK紅白歌合戦』に出場し、Dynamic VR Display（ダイナミックVRディスプレイ）を用いて「FLASH」を歌唱。NHK紅白歌合戦に9年連続出場となった。

2017年
- 2月15日、23rdシングル「TOKYO GIRL」をリリース。発売1週目で約4万9000枚を売上げ、オリコン週間チャート2位を獲得した。
- 3月21日、オリジナル香水「PERFUME OF PERFUME」を発売。
- 3月31日 - 4月1日、地上波ドラマ初主演を務める作品『パンセ』が、テレビ東京で放送された。
- 4月5日、2016年に行ったツアーDVD/BD「Perfume 6th Tour 2016『COSMIC EXPLORER』」リリース。4月17日付オリコン週間BDランキング総合1位を獲得、音楽映像作品通算首位獲得作品数では、嵐と並んで歴代2位タイとなり、女性アーティスト部門の歴代1位記録を6作に更新した。
- 6月2日 - 6月3日、対バンツアー第4弾『Perfume FES!! 2017』を開催した。
- 8月30日、24thシングル「If you wanna」をリリース。発売1週目で約4万9000枚を売上げ、オリコン週間チャート2位を獲得した。
- 9月6日 - 9月14日、対バンツアー第4弾『Perfume FES!! 2017』追加公演を開催した。
- 11月8日、3人が東京、ロンドン、ニューヨークの3都市にある別々のステージに立ち、最先端の通信テクノロジーを駆使して世界3都市を中継でつなぎ、新曲を披露した。17年のキャリアで別々のステージに立つのは今回が初めて。
- 11月29日、ビデオクリップ集『Perfume Clips 2』をリリース。発売1週目で約3万4000枚を売上げ、音楽DVDとBDの売上枚数を合算した12/11付オリコン週間総合ミュージック映像ランキングで1位を獲得した。音楽映像作品通算首位獲得作品数では、関ジャニ∞、嵐、ジャニーズWESTを上回り、アーティスト歴代単独1位となった。
- 12月4日、アパレルライン「Perfume Closet」設立した。「Spring of Life」や「FLASH」の衣装から着想を得たブラウスなどのレディースアイテムやユニセックスで着用できるブルゾン、パーカー、パンツなどを販売。
- 12月31日、『第68回NHK紅白歌合戦』に出場し、渋谷の街を見渡せる地上200メートルのセルリアンタワー屋上のヘリポートから「TOKYO GIRL」を歌唱。NHK紅白歌合戦に10年連続出場となった。
  - 女性アーティストの非同一楽曲による十年連続出場は1968年第19回NHK紅白歌合戦のザ・ピーナッツに次いでトップタイ記録。

2018年
- 2月14日 - 5月24日、8年振りのファンクラブ会員限定ライブツアーを全9か所11公演で開催した。
- 3月14日、25thシングル「無限未来」をリリース。オリコン週間チャート4位を獲得した。
- 3月20日 - 3月21日、NHKホールで『This is NIPPON プレミアムシアター「Perfume×TECHNOLOGY」presents "Reframe"』スペシャルライブを開催した。
- 8月15日、アルバム『Future Pop』をリリース。8/27付オリコン週間アルバムランキングにて、初週売上7.9万枚で初登場1位を獲得した。アルバム1位獲得は、『GAME』、『⊿』、『JPN』、『Perfume Global Compilation “LOVE THE WORLD”』、『LEVEL3』、前作『COSMIC EXPLORER』に次いで通算7作目。自身が保持している女性グループ歴代単独2位記録の「通算アルバム1位獲得作品数」を7作に更新した。ビルボードのグローバルチャートTOP100初登場4位。
- 8月11日 - 8月26日、前作と同じ、アルバムの発売を記念して、同作とのコラボレーションによる「Perfume Future Pop Cafe」が東京、名古屋、大阪の3都市にオープン。
- 8月25日、Perfumeの第4回ダンスコンテスト『第4回 Perfumeダンスコンテスト 〜踊れ！TOKYO GIRL〜』を東京都内で開催した。今回はパナソニックが主催する「AWA DANCE CONTEST」との合同開催した。
- 9月21日 - 12月31日、2年ぶりの全国アリーナツアー『Perfume 7th Tour 2018 「Future Pop」』を全9か所18公演で開催した。追加公演は12月28、29、31日の計3日間実施。12月31日はファンクラブ「P.T.A.」会員限定のカウントダウンライブ。
- 12月31日、『第69回NHK紅白歌合戦』に出場し、横浜アリーナから「Future Pop 紅白SP」を歌唱。NHK紅白歌合戦に11年連続出場となった。2年連続生中継で出演。
- NTTグループが2020年以降を見据えた新しいエンターテインメント体験を模索する「FUTURE-EXPERIMENT」の一環としてディープラーニング技術を使ったNTTドコモとのコラボレーションプロジェクト「docomo×Perfume 「FUTUTRE-EXPERIMENT VOL.04 その瞬間を共有せよ。」に参加。NTTドコモが2020年に実用化を目指していた5Gの実証実験として、2018年12月31日の午後11時45分から、2019年1月1日の0時15分までの30分間の平成最後のカウントダウンの様子を、横浜アリーナから渋谷スクランブル交差点の特設ステージにリアルタイムで伝送した。その模様は特設サイトにて生配信された。当初は横浜アリーナから全世界に生中継する予定だったが、金がかかり過ぎるため渋谷だけになった。

2019年
- 2月13日 - アルバム『Future Pop』のアナログ盤をリリース。
- 2月23日 - 4月19日、アジア＆北米ツアー「Perfume WORLD TOUR 4th『FUTURE POP』」を開催した。アジアツアーは2014年の「Perfume WORLD TOUR 3rd」以来約4年半ぶりで、北米ツアーは「Perfume 6th Tour 2016『COSMIC EXPLORER』」以来約2年半ぶり。
- 3月6日 - 3月7日、全国アリーナツアー追加公演を開催。
- 4月3日、2018年に行ったツアーDVD/BD「Perfume 7th Tour 2018『FUTURE POP』」リリース。初週売上2.4万枚で初登場1位を獲得。『Perfume 6th Tour 2016 「COSMIC EXPLORER」』以来通算7作目の1位となり、女性アーティスト歴代1位タイとなっていた「音楽BD1位通算獲得作品数」を歴代単独1位とした。また全アーティストでは歴代3位タイとなった。
- 4月14日、21日、アメリカ・カリフォルニア州インディオで行われたアメリカ最大の野外音楽フェス「Coachella Valley Music and Arts Festival」に日本人女性アーティストとして初出演した。ローリングストーン誌が選ぶコーチェラ2019のベストアクト16組に選出される。
- 9月5日 - 9月29日、前作と同じ、アルバムの発売を記念して、同作とのコラボレーションによる「Perfume CAFE」が東京、大阪の2都市にオープン。
- 9月18日 - ベストアルバム「Perfume The Best “P Cubed”」をリリース。初週約10万枚を売り上げ、9/30付オリコン週間アルバムランキングで初登場1位を獲得。通算8作目の1位となり、「アルバム通算1位獲得作品数」で、AKB48と並び女性グループ歴代1位タイとなった。なお、メジャーデビュー以降に発表したアルバムとシングルの収録音源の各音楽ストリーミングサービスでの配信がスタート。
- 10月16日 - 27日、渋谷公会堂が建て替え工事を経て再オープンする「LINE CUBE SHIBUYA」のこけら落とし公演「Reframe 2019」を8公演開催。
- 12月31日、『第70回NHK紅白歌合戦』に出場し、「FUSION -紅白 Ver.-」を歌唱。NHK紅白歌合戦に12年連続出場となった。

#### 2020年代
2020年
- 1月31日 - ディズニー公式動画配信サービス「ディズニーデラックス」で配信される、初のオリジナル音楽ドキュメンタリー番組「Disneyマイ・ミュージック・ストーリー」の第一弾アーティストとしてPerfumeが出演。
- 2月1日 - 26日、初の全国4大ドームツアー「Perfume 8th Tour 2020 “P Cubed” in Dome」を4都市7公演で開催。しかし、26日の東京ドーム公演に関しては同日午後に新型コロナウィルス対策本部にて政府から大規模のイベントの自粛、縮小を要請するとの要請を受け開場1時間半前に、開催中止が決定した。開演直前で中止が決定したのはこれが初めての出来事となった。
- 9月、メジャーデビュー15周年・結成20周年イヤーを締めくくるプロジェクト「Perfume 15th&20th anniv with you all」として様々なイベント・作品リリースを行った。
  - 2日、2月に行った約6年ぶりとなるドームツアーDVD/BD「Perfume 8th Tour 2020 “P Cubed” in Dome」リリース。初週DVD・BD合計売上3.9万枚で初登場1位を獲得。DVDでの1位は、2015年の「Perfume 5th Tour 2014『ぐるんぐるん』」以来5年6ヵ月ぶり通算10作目。BDでの1位は、「Perfume 7th Tour 2018『FUTURE POP』」から2作連続通算8作目となり、歴代3位タイだった「音楽BD通算1位獲得作品数」を歴代単独3位とした。DVDとBDを合計したランキングの「通算1位獲得作品数」を9作に更新し、ジャニーズWEST、嵐、AAAと並ぶ歴代3位タイとなった。なお、女性アーティストによる通算1位獲得作品数は、DVD、BD、ミュージックDVD・BDの各ランキングにおいて、歴代単独1位を自己更新した。
  - 4日より、2019年に行った「Reframe 2019」を、映画「Reframe THEATER EXPERIENCE with you」として全国の劇場で二週間限定で上映。
  - 16日、26thシングル「Time Warp」をリリース。このリリースを記念したAmazon Musicとのグローバルキャンペーンの一環として、ニューヨーク、渋谷、道頓堀の国内外3か所でビルボード広告が展開された。ニューヨークのAmazon Music街頭広告に日本人アーティストが登場するのは初めて。初週31,679枚を売り上げて、9月28日公開のBillboard JAPAN週間シングル・セールス・チャート“Billboard JAPAN Top Singles Sales”2位を獲得した。
  - 21日、自身初のオンラインフェス「"P.O.P" (Perfume Online Present) Festival」を開催。オンライン上でフェスティバル特設会場が出現。会場内には自身のヒストリーを観覧できる展示や、グッズ販売、フードコート、体験型のコンテンツなどがあり、そしてメンバー出演のコンテンツ番組など様々なブースが設置され、タイムテーブルに合わせ半日にわたって様々なコンテンツが楽しめる。さらに、「Reframe」に代表とされる、Perfumeとライゾマティクスが様々な形で行ってきた最先端の演出を堪能できるパフォーマンスを、オンラインに特化した形で届ける。来場者はこの特別な1日の時間を同じ場所で体験し、それぞれの感動を共有できる、新しい形のオンライン・フェスティバルになっている。
  - 22日より、「リアル脱出ゲーム」とコラボしたゲーム・イベント「Perfumeの隣の部屋からの脱出」を東京ミステリーサーカスにて開催。ゲームのストーリーは、プレイヤーがリアル脱出ゲームに参加したら、たまたまPerfumeと同じチームになったというもの。プレイヤーとPerfumeは隣り合う別の部屋にいるという設定で、参加者は部屋をつなぐ大きな窓に見立てた液晶ディスプレイの映像に映されるPerfumeと協力しながら、脱出に挑戦する。

- 10月24日より、2005年のメジャー・デビューから2020年まで、自身の歴史を衣装で振り返ることができる新しい形の衣装本「Perfume COSTUME BOOK 2005-2020」が発売。
- 12月31日、『第71回NHK紅白歌合戦』に出場し、「Perfume Medley 2020」を歌唱。NHK紅白歌合戦に13年連続出場となった。

2021年
- 3月19日、映画『Reframe THEATER EXPERIENCE with you』がNetflixで独占配信開始。
- 3月22日、TOKYO FM『SCHOOL OF LOCK!』内のPerfumeがパーソナリティを務めるコーナー「Perfume LOCKS!」が、この日の放送をもって終了することが発表された。2008年3月31日から13年間にわたってパーソナリティを担当してきた。彼女たちの同番組への出演期間は、歴代レギュラー陣の中で2021年3月時点では最長記録となる。
- 4月2日、Perfumeのファッションプロジェクト「Perfume Closet」の新たなラインナップが発表された。今回、従来のEコマース販売に加え、新しい試みとなる“ファッショントラック”移動店舗の展開も決定。これまでポップアップショップを実施してきた都市だけではなく、なかなか遠方へ外出が出来ない人の近くへ会いに行くというコンセプトのもと、可能な限り日本全国主要都市に向かうとのこと。
- 4月23日、ライブ映像『Perfume Imaginary Museum “Time Warp”』がNetflixで独占配信開始。
- 6月11日、初のNFTアートが販売。メンバーの振り付けを3Dデータ化したデジタルアートのNFT（ノンファジブルトークン）を、NFTアートのオークションサイト「NFT-Experiment」に出品した。
- 7月2日、約1年ぶりの新曲「ポリゴンウェイヴ」を配信リリース。
- 1年延期されて開催された2020年東京オリンピックの開会式では、メインアクトを務めるはずだったとされる。
- 8月14日 - 15日、神奈川・ぴあアリーナMMでワンマンライブ「Perfume LIVE 2021 [polygon wave]」を開催。8月15日公演のみ全国各地の映画館でライブビューイングが実施された。有観客ライブは2020年2月、新型コロナウイルス感染拡大防止のため、ライブ当日に急遽2日目の公演が中止となった東京ドーム以来、1年半ぶりとなった。
- 9月3日からAmazon Prime Videoで配信の番組『ザ・マスクド・シンガー』に、パネリストとして出演。
- 9月22日、初のEP『ポリゴンウェイヴ EP』をリリース。初週27,974枚を売り上げて、9月29日公開のBillboard JAPAN週間アルバム・セールス・チャート“Top Albums Sales”で首位を獲得した。。
- 11月12日 - 12月18日、コンセプトライブ「Reframe」が、ツアーとして5都市で開催されることが決定した。東京以外での開催は初となる今回は、東京、石川、愛知、兵庫、広島、計13公演で開催。
- 12月31日、『第72回NHK紅白歌合戦』に出場し、「ポリゴンウェイヴ」を歌唱。NHK紅白歌合戦に14年連続出場となった。

2022年
- 1月9日 - 1月16日、「Perfume LIVE 2022 [polygon wave]」を開催すると発表した。このライブは、2021年8月に神奈川・ぴあアリーナMMで行われた＜Perfume LIVE 2021 [polygon wave]＞の再演となる公演。同会場で6日間にわたり開催される。
- 3月9日、27thシングル「Flow」をリリース。3/21付オリコン週間シングルランキングで初登場5位を獲得した。22作連続（通算22作）TOP5入り。
- 4月29日、新曲「さよならプラスティックワールド」を配信リリース。
- 6月9日、スペインのバルセロナで行われる音楽フェスティバル「Primavera Festival 2022」への出演することが決定した。しかし、収束しない新型コロナウイルスの状況や、世界情勢などを考慮し、この音楽フェスティバルへの出演をキャンセルした。
- 7月27日、ニューアルバム「PLASMA」をリリース。2018年8月リリースの「Future Pop」以来約4年ぶりにオリジナルアルバムをリリースした。。Billboard JAPANダウンロード・アルバム・チャート“Download Albums”で、初登場1位を獲得した。
- 8月20日 - 11月6日、全国9都市18公演を巡るアリーナツアー「Perfume 9th Tour 2022 "PLASMA"」を開催すると発表した。
- 12月6日、Perfumeのファッションプロジェクト「Perfume Closet」が、5周年を迎える12月13日から新作アイテムの販売が決定。13日からは東京・ラフォーレ原宿にポップアップショップがオープン。2023年3月まで愛知、広島、九州、京都、大阪、北海道でも開催。また、飲食店舗とのコラボレーションも展開され、Perfumeの楽曲の世界観を表現した期間限定メニューが提供される。
- 12月24日、ライブDVD/BD「Perfume LIVE 2021［polygon wave］」をリリース。「週間ミュージックDVD・BDランキング」で初登場3位を獲得。
- 12月31日、『第73回NHK紅白歌合戦』に出場が決定。NHK紅白歌合戦に15年連続出場となる。「紅白 Medley 2022」を歌唱。

2023年
- 5月31日、ライブDVD/BD「Perfume 9th Tour 2022 "PLASMA"」をリリース。「オリコン週間DVDランキング」と「オリコン週間Blu-ray Discランキング」で共に初登場1位を獲得。音楽作品のDVDとBDを合計した「週間ミュージックDVD・BDランキング」でも1位となり、女性アーティストでこの年度初となる「映像3部門」同時1位を達成した。
- 6月1日 - 6月8日、スペインのバルセロナで行われる音楽フェスティバル「Primavera Festival 2023」への出演することが決定した。6月1日にバルセロナで出演したが、6月8日に出演を予定していたマドリードが、悪天候の恐れのため出演をキャンセルされた。
- 6月3日、イギリス・ロンドンで単独公演「Perfume LIVE 2023 "CODE OF PERFUME"」が行うことが決定した。ロンドンでの単独公演は2014年開催の海外ツアー「Perfume WORLD TOUR 3rd」以来約9年ぶりとなる。
- 9月1日、「Perfume COSTUME MUSEUM」の開催を記念して、2020年刊行の書籍「Perfume COSTUME BOOK 2005-2020」の電子版「Perfume COSTUME BOOK 2005-2022 e-book edition」が9月1日に発売された。電子版には、書籍刊行後の2020年「“P.O.P”（Perfume Online Present）Festival」から 2022年の「第73回NHK紅白歌合戦」までに着用された衣装132着を加え、合計893着を掲載した電子増補版として完成した。
- 9月6日、28thシングル「Moon」をリリース。9/20付オリコン週間シングルランキングで初登場9位を獲得した。23作連続（通算23作）TOP10入り。
- 9月9日 - 11月26日、初の大規模衣装展「Perfume COSTUME MUSEUM」が兵庫県立美術館で開催されることが決定した。楽曲やライブなどで3人が実際に着用した衣装約150着を展示する。6月6日に発表された詳細で、Perfume初の衣装本『Perfume COSTUME BOOK 2005-2020』を起点とし、書籍掲載の衣装を中心とした170着を展示する。
- 9月13日、Perfumeのファッションプロジェクト「Perfume Closet」から新作アイテムの販売が決定。新商品の販売に合わせて、ポップアップショップが9月13日より21日まで東京・ラフォーレ原宿にオープン。ポップアップショップでは飲食店舗と「Perfume Closet」のコラボレーションによって、Perfumeの世界観を表現した期間限定メニューやオリジナルラッピングが施された特別メニューが提供された。
- 9月21日 - 11月18日、ファンクラブ会員を対象としたツアー「P.T.A.15th＆10th Anniversary “Perfumeとあなた”ホールトゥワー2023」が9月から11月にかけて全国10都市で開催されることが決定した。9月21日に開催される北海道・カナモトホール公演を皮切りに、愛知、大阪、広島、東京、神奈川、宮城、福岡、兵庫、沖縄の全10カ所を巡る。
- 11月3日、約2ヶ月ぶりの新曲「すみっコディスコ」を配信リリース。
- 12月30日 - 31日、5年ぶりのファンクラブ会員限定のカウントダウンライブ「Perfume Countdown Live 2023→2024 “COD3 OF P3RFUM3” ZOZ5」が神奈川・ぴあアリーナMMで開催されることが決定した。
- 12月31日、『第74回NHK紅白歌合戦』に16年連続となる出場ザ・ピーナッツの持つ紅組でのグループの最長連続出場記録に並んだ。

2024年
- 2月13日 - 14日、ファンクラブ会員を対象としたスペシャルライブ「Perfume P.T.A.発足 16周年へのカウントダウン 猛者だけのLIVE ～リキッドルーム あの夜をもう一度 2024～」が東京・LIQUIDROOMで開催されることが決定した。
- 5月22日、ライブDVD/BD「Perfume Countdown Live 2023→2024 "COD3 OF P3RFUM3" ZOZ5」がリリースされることが決定した。
- 5月24日、約7ヶ月ぶりの新曲「The Light」を配信リリースされることが決定した。
- 6月8日 - 7月13日、アジアツアー「Perfume "COD3 OF P3RFUM3 ZOZ5" Asia Tour 2024」を開催することが発表された。香港、台北、バンコク、上海の4都市で行うことが発表となった。7月13日に行われるタイでの公演の模様が、全国の劇場で生中継されることが決定した。
- 6月15日 - 2025年夏、大規模衣装展「Perfume COSTUME MUSEUM」が宮崎をはじめ、北海道、広島、岩手にて全国4会場での巡回が決定した。
- 8月9日 - 10月14日、結成から現在までの25年の軌跡を紐解く体験型展覧会「Perfume Disco-Graphy 25年の軌跡と奇跡」が東京で開催されることが決定した。
- 9月20日、ニューアルバム「ネビュラロマンス 前篇」は、グループのデビュー日前日に全曲先行配信されることが決定した。なお、Perfumeのファッションプロジェクト「Perfume Closet」から新作アイテムの販売されることが決定した。ポップアップショップは東京・ラフォーレ原宿を含む全国5カ所で順次展開予定。
- 9月21日、3D空間伝送・再現技術を駆使した生配信ライブ「Perfume 25th & 20th Anniversary Live Performance "IMA IMA IMA" Powered by NTT」実施されることが決定した。
- 10月30日、ニューアルバム「ネビュラロマンス 前篇」が10月30日にリリースされることが決定した。
- 12月28日 - 2025年4月20日、全国11か所23公演のアリーナツアー【Perfume 10th Tour ZOZ5 “ネビュラロマンス” Episode 1】が開催されるが決定した。

2025年
- 2月7日、新曲「Human Factory - 電造人間 -」を配信リリースされることが決定した。
- 4月2日、新曲「ネビュラロマンス」を配信リリースされることが決定した。新曲のライブパフォーマンスは、NTTの最新技術の次世代情報通信基盤「IOWN」を活用した生配信を行った。なお、この配信内容は、4月13日から大阪・関西万博のNTTパビリオンにおけるメインコンテンツとしても登場した。
- 7月10日、新曲「巡ループ」を配信リリースされることが決定した。新曲は、7月9日より放送スタートとなる日本テレビ系連続ドラマ『ちはやふる－めぐり－』の主題歌。。
- 7月12日、新曲「ソーラ・ウィンド」がカードゲーム「ガンダムカードゲーム」のタイアップソングに決定。。
- 8月中旬、ニューアルバム「ネビュラロマンス 後篇」は、全曲先行配信されることが決定した。
- 9月17日、ニューアルバム「ネビュラロマンス 後篇」をリリース予定。
- 9月22日 - 9月23日、東京ドームで2DAYS公演を開催することを発表した。

## 特徴

### サウンド
Perfumeの楽曲は、テクノポップやハウスミュージック、エレクトロ・ポップなどの要素が含まれる。2000年代前半のテクノポップのイメージは、「ピコピコ鳴ってる音楽」ぐらいの認識で、パワーの弱い音楽という印象を持たれていた。マーティ・フリードマンは「それまではギター無しの音楽って力が無い、ギターの力のあるサウンドは他には出せないって思ってたんですが、『GAME』の武道館ライヴを観て、あまりに印象的で考え方が変わりました。ギターいらん（笑）ライヴのパワー、低音の太さ、存在感がギターが無くてもあった」などと評している。2003年、東京でインディーズデビューしてから現在に至るまで、楽曲提供を行っているのは音楽ユニットCAPSULEのメンバー、中田ヤスタカである。サウンドプロデューサーとして中田の名前が挙がったのは、Perfumeが上京した当時、「Perfumeをテクノ歌謡風のアイドルにしたい」という事務所の意向を実現できる人物を探そうとしていたところ、当時のPerfumeのマネージャーが中田の曲を以前からよく聞いており、彼が適任であると判断されたことによる。
楽曲におけるボーカルの特徴は、3人の声にエフェクトがかけられている点にある。2000年代前半の女性ボーカルの主流が歌い上げるものに対し、抑揚を押さえたヴォーカルは、打ち込みの激しい音と相反し印象的だった。中田はこの点について、「アイドルの声を加工することもこれまではタブーとされてきており、このようなタブーを破ること自体も音楽的な挑戦の一つである」「リスナーは声を加工することに慣れたほうがいい。自分はライブでやるつもりで曲を作ってない」等と話している。中田は人が発する声も一つの楽器と捉えており、彼が行うヴォーカル処理は、3人の歌唱力を補うことよりも、3人のそれぞれが持つ声質や、レコーディングで実際になされた歌い方に表れる個性を生かす目的で行われている。中田はライブでの再現可能性を一切考慮せずにヴォーカル処理を行うため、実際に行われるPerfumeのライブにおいても、しばしばリップシンク（口パク）が用いられ、このような中田の処理を保持した状態でヴォーカルが披露される。また、中田が歌詞を考える際には、そのストーリー性よりも、言葉そのものが持つ響きがメロディにいかに調和するかを重要視して制作しており、あくまで「リスナーにどう聞こえるか」に徹底して楽曲を制作している。
中田はヴォーカルのレコーディングの際に、自宅兼スタジオで歌詞が書かれた紙をレコーディング直前に渡し、その場で覚えさせ、3人を電話ボックス大のブースの椅子に座らせて行う。また、レコーディングにあたり中田から歌詞の意味を説明されることはなく、3人に対してなされる指示は「しゃべるように歌って」「そっけなく歌って」というようなものだけであった。中田から楽曲提供を受けることとなった当初、3人はテクノポップという音楽ジャンルが存在することを知らなかった上に、以前通っていたアクターズスクール広島のレッスンでは"楽曲に対してできる限り自分の感情をこめてDivaのように歌う"ように指導されていたことから、中田のこのような指示が理解できず、毎回のように泣きながらレコーディングを行っていた。このため、インディーズデビュー後間もない頃には、歌い上げるみたいな感じで歌い、反抗している感じ、声がマッチしていない、理解できなくてただ歌わされているという感じであったといい、特に『スウィートドーナッツ』にはこのような印象が実際に表れている。当初は3人が中田の指示を理解できず、楽曲が好きになれない状態が続いたものの、メンバーがクラブイベントに参加した際に、フロアーがPerfumeの曲で楽しそうに踊っているところを目の当たりにするなどの経験から、自分達がかっこいい曲を作っているという自信につながり、テクノが好きになり、曲作りにだんだんと主体的に取り組むようになった。メンバーが中田に意見を言えるようになったのは2008年のアルバム『GAME』制作のときからという。
Perfumeが世間一般から広く認知されるきっかけとなった「ポリリズム」がリリースされる際、中田の曲作りに対する熱意が感じられるエピソードがある。この曲はNHK・公共広告機構のCMで使用されることが決定していたが、アミューズは当初、「『ポリリズム』はあまりにも派手で、カッコ良すぎる」という理由でリリースに反対していた。特に、「ポリリズム」には曲中、異なる拍子を同時に演奏することで独特のグルーヴ感を生み出す作曲・演奏の技法が挿入されている部分（ポリループ）があり、事務所側はこの部分の挿入に難色を示していた。Perfumeのマネージャーがアミューズ側の意向を中田に伝えたところ、中田は強く反発し、「僕が行きます。行って説明します」と自らアミューズの事務所に赴き、「今の若い世代はどんどん新しいものを取り入れるから、若い子の音を聴いてそれに合わせるのでは遅い。クリエイター側はそれより先のことを考えて作るくらいでないとダメだ。」などと力説し、『ポリリズム』部分を含めた上での楽曲のリリースを強く求めた。このため、アミューズは中田の熱意ある説得に折れる形で、『ポリリズム』を含めた状態での「ポリリズム」のリリースを認めることを決断した。
結果的に、「ポリリズム」はヒットを遂げる。中田自身は、Perfumeのブレイクのきっかけとして、「クラブ音楽からポップスとして成立しそうな部品を落とし込んだ曲作りを行い、ポップスとしては新鮮に、クラブを意識していないため逆にクラブでは盛り上がり、そのどちらにも被らないところがウケたのでは？」と述べている。Perfumeのブレイクを受けて中田は、アイドルという環境を逆手に利用した音楽的な挑戦は1つの目的を遂げたとコメントしている。テクノとアイドル、機械と人間の融合を最も体現したと評価される。
当初は中田との信頼関係がうまく築けなかった3人も、現在はPerfumeを形づくる上で中田の存在が欠かせないと話し、「中田さんの曲をやらなくなる時はPerfumeの終わる時です」と語るなど、中田に対して全幅の信頼を寄せるようになっている。

### ダンス
Perfumeの大きな特徴の2つ目として挙げられるのは、アクターズスクール広島時代から3人のダンス指導にあたった演出振付家 MIKIKOの振り付けによる独創的で高度かつ、緻密なダンスパフォーマンスである。Perfumeのデビュー以来のほぼすべての楽曲の振り付けを担当している。Perfumeのダンスは、パッと見てキャッチーで簡単そうに見えて、実は難しい。なお、「Perfumeの掟」はMIKIKOによる提案企画である。MIKIKOは現在もアクターズスクール広島の常勤講師 であり、メンバーからは「MIKIKO先生」と呼ばれている。MIKIKO自身は、「Perfumeの曲から受け取るイメージは、現在ではなく近未来、有機的というよりも無機質なもの。そんなこともあって、なるべく人間離れした質感を出せるように、所々のポージングや目線をマネキン・人形風にしていますね。3人のキャラクターからは、頭がいいけど純粋な“コケティッシュ”なオンナノコといった印象を受けます。そのニュアンスを出すために、振り付けの難しさ（ややこしさ）で頭のよさを、少し間の抜けたカワイイ仕草でコケティッシュな女の子を感じてもらえるようにしています。彼女達のダンスは不思議で独特だと言われますが、それは音のとり方をあえて変則的にして、一瞬見ただけでは分析しにくいようにしているからかもしれません」、「Perfumeって替えが効かないシステムなんですよ。あの三人はダンスをはじめとした様々なものを媒介にして、普通ではありえない何かを呼び出している感覚があって。いわば、Perfumeは巫女なんです。なので、私にとってPerfumeは、すごくホーリーなものだったんですよね。私が出会った当時は、まだアイドルブームが来る前で、歌って踊ることに『（笑）』が付いていた時期だったと思うんです。でも、Perfumeの登場によって『（笑）』は取られたんだっていう実感が私のなかにありました」などと述べている。
竹中夏海は、2011年5月14日放送の『ランク王国』で発表された「アイドル好き振付師の竹中夏海が選ぶアイドル振り付けランキングTOP10」を選ぶ際、「とりあえず考えてみたらベスト10のうち、6曲がPerfumeになった。ダンス自体も上手ですけど、振付けだけで考えてみても、どう考えてみてもすんごいんですもの、Perfumeって」と話している。番組的に自重し3位に「NIGHT FLIGHT」、1位に「チョコレイト・ディスコ」を選んだ。
『ポリリズム』サビ部分は、公共広告機構CMで使用するため香瑠鼓が振り付けた。
ダンスの際に使用する靴のヒールは踊りやすく、キレイに見えるという理由で8cmと長く決めていた。2013年10月13日時点では市販品にパッドを入れて使用していたが、2015年にヒール制作を三越伊勢丹とコラボレーションしたことを機に、Perfumeのファッションプロジェクトに発展し、伊勢丹新宿店やラフォーレ原宿等で「Perfume Closet」が毎年期間限定で開催されている。OK Goが友情出演した2015年のシングル「Pick Me Up」のPVの一部は伊勢丹新宿店で撮影された。

### アートディレクション
「モノクロームエフェクト」のジャケット制作からPerfumeに関わった映像クリエイター関和亮が、「ビタミンドロップ」以降、多くの作品のPV等のビジュアル面をディレクションしている。宇多丸と掟ポルシェは、普通のアイドルのCDは曲調とジャケットとPVが全部バラバラなんてことはザラにある中、関がインディーズの時代から整合性のあるトータル的なビジュアルイメージを作っていた、と述べている。アートディレクションを一貫してコントロールする関の存在により、作品ごとに異なる手法・趣向が導入されながらもアーティストイメージの整合性・統一感が保たれている。関は「三人を使って実験をしているんじゃないかって。でもそういうところから面白いものは生まれますからね」、「3人にはまだまだ可能性を感じる」「もちろん僕自身も彼女たちで試したら面白そうだなってことがいっぱいあるし、やれたらいいなと思います」と述べている。
関の手がけた作品は以下の通り：
- 「ビタミンドロップ」
- 「リニアモーターガール」
- 「コンピューターシティ」
- 「エレクトロ・ワールド」
- 「Twinkle Snow Powdery Snow」
- 「チョコレイト・ディスコ」
- 「ポリリズム」
- 「Baby cruising Love」
- 「マカロニ」
- 「love the world」
- 「Dream Fighter」
- 「ワンルーム・ディスコ」
- 「VOICE」
- 「I still love U」
- 「レーザービーム」
- 「GLITTER」
- 「FAKE IT」
- 「Magic of Love」
- 「DISPLAY」
- 「Relax In The City」
- 「STAR TRAIN」
- 「TOKYO GIRL」

なお「エレクトロ・ワールド」、「Twinkle Snow Powdery Snow」、「ポリリズム」、「love the world」、「Dream Fighter」のPVのCGはゴンゾが制作している。また、「シークレットシークレット」、「ナチュラルに恋して」、「ねぇ」、「Pick Me Up」のPVディレクターは児玉裕一が、「スパイス」「Cling Cling」のPVディレクターは島田大介が、「Spring of Life」、「Spending all my time」、「未来のミュージアム」、「Sweet Refrain」、「FLASH」「無限未来」のPVディレクターは田中裕介が務めた。

### トーク
東京での活動歴が長くなった今でも、メンバー間では広島弁が共通語であり、ライブMCや各種番組出演でもしばしば広島弁が出てくる。自己紹介の広島弁バージョンもあり、「Perfumeです!」が「Perfumeよー!」となるが、アクションは「定型の自己紹介」と同一である。
あ〜ちゃんのMCは、毒舌や客への説教、自虐ネタ、所属事務所・アミューズの会長や中田ヤスタカの物真似など、奔放とも天然とも評されている。
誰に言われるでもなくライブなどのMCであ〜ちゃんのしゃべる時間が長くなる場合もあるが、その内容はあ〜ちゃんだけが伝えたい事ではなく、リズムの掴めるツアーでは3人の気持ちが混ざって伝わるようなMCを考えている。誰がどういう役割でもなく、誰が上でも下でもないと発言している。
また、PerfumeはMCが長いことも特徴である。2008年の『GAME TOUR』では、ハコごとにだんだんトーク内容が変わり、MCだけで1時間近くしゃべった。2009年10月10日の『直角二等辺三角形TOUR』大阪公演では、通常3時間を切るライヴ時間がトークで想定外の3時間半に伸びた。
自己紹介
「かしゆかです!あ〜ちゃんです!のっちです!3人合わせて…Perfumeです!よろしくお願いします!」というメンバー3人によるお決まりの自己紹介がある（3人の自己紹介の順番は立ち位置によって替わることもある。ファンが『Perfume』です!の部分を一緒に言うのが定番になっている）。これは、広島時代に自ら発案したもので、各メンバーが順番に名乗りながら連携したアクションを行うというもの。
この自己紹介については「事務所に（必ず自己紹介を）やれ、って言われてるんです」と、2008年2月9日放送のフジテレビ系『MUSIC FAIR 21』であ〜ちゃんが語っている。

### イベント・ライブ
Perfumeのやっている音楽はテクノであるが、その活動はロック的手法が取り入れられた。Perfumeの最初のマネージャーがロックの人で、「ミュージシャンはライブが全て、アーティストの価値はライブに何人お客に来てもらえるかだ」と教えられた。それで「日本武道館を目指す」と公言した。今では普通だが、2000年代半ばに武道館を目標に据えたアイドルはいなかった。Perfumeの後に多くのアイドルが武道館を目指すようになった。あ〜ちゃんは「そういう面では他のアイドルさんに影響を与えられてるのかな？と思う」と話している。いち早く対バンイベントやロックフェスに参戦したのもロック的な文脈から来るもので、矢沢永吉やBOØWYのような、成り上がり的サクセスストーリーをアイドルの世界に持ち込んだものであった。メンバーの向上心が非常に強かったこともあり、常に高い目標を掲げるこのロック的手法が上手くいった。
メンバーもPerfumeの特徴として、テレビやラジオなどではなく、ライブに最も自信を持っていると話す。また、Perfumeがテレビやラジオで活動するのはお客さんがPerfumeに少しでも興味を持ってもらい、ライブに来てもらうため、と語っている。Perfumeのライブはしばしばリップシンクが用いられるが、テクノサウンドをライブで完全再現するのは、元々無理である。メンバー自身はPerfumeのライブの魅力について、「つくりこまれた世界を楽しむところにある」と分析し、コレオグラフィーは非常に複雑であるが、あ〜ちゃんは「私たちの個性は、シンクロしているダンスの時にこそ発揮されていると思う」、のっちは「素晴らしい方々との出会いに尽きます。日本のポップのトレンドを先取る中田さんという素晴らしいプロデューサーのおかげで、私たちの音楽は一歩先へ進めた。そしてMIKIKO先生が私たちの年齢に沿った振り付けをしてくれた。私たちと一緒にダンスが成熟していく感覚です」などとPrefumeの成功は、これまで築かれてきた偉大なチームのおかげと話した。またメンバーは「私たちの素晴らしいスタッフが、アメージングなライトショーなどの演出をやってくれている。それはスクリーンで区切られているのではなく、実際にそこ（ライブ会場）にいるとき、リアルな体験に出会ってもらえると思う」「私たちはライブパフォーマンスにも誇りを持っているので、私たちのショーを見てもらいたい」などと述べている。
真鍋大度率いるライゾマティクスの参加により、ライブ演出に先進的なメディアアートの技法が導入されるようになった。実験的なプロジェクトは、大勢の観客がいるPerfumeのライブでは絶対に失敗ができないため、最初にイレブンプレイでテストを大量に行い、うまくいったらPerfumeに応用している。「SXSW 2015」におけるパフォーマンスでは、収録映像を加工することで現実と仮想の垣根を曖昧にするような映像表現による驚きの演出がなされた。

### ファン層
クラブ系テクノポップを好む層やロックファン、アイドルファン、YMOならびにキャンディーズ世代の中高年、さらには現役ミュージシャンなど、ファン層がバラエティに富む。
エッセイストの酒井順子は、2007年に「もう間もなく、人気がブレイクするかも！」という予感があり、パフュームをライブハウスで観て、当時は女性アイドルにしては女性ファンが多いという印象を持ったという。『週刊現代』の連載でライブ観戦を報告すると、当時の読者の反響は「実はパフュームが気になっていた」という人と、「パフュームって何ですか？」と人と半分半分だったと話してる。その後、パフュームはテレビに出まくり、雑誌の表紙を飾り、知らない人はいない状態になった。2008年11月の日本武道館2daysでは、圧倒的に男性ファンが多く、男性トイレに行列が出来るという珍しい現象が起きた。酒井が直接、あ〜ちゃんにお客さんの属性を聞いたところ、あ〜ちゃんは「自分たちより年下は少ない」と答えたという。2daysのどちらの日か分からないが、その日の武道館は社会人が主な客層だった。酒井は「1980年代から1990年代の女性アイドルを応援するファンには、オス感が漂っていたが、パフュームの男性ファンは母性を求めているような気がした」と話していた。
2000年代は男性ファンが圧倒的だったとされるが、2010年代は女性ファンが増え、2010年代後半のファン層の男女比は、女性が少し多いといわれる。かしゆかは「女性ファンが増えたのはCM出演の影響だと思う」と話している。
音楽業界関係者に熱狂的なファンも多く、宇多丸（RHYMESTER）、掟ポルシェ（ロマンポルシェ。）は、Perfumeのメジャーデビュー直後から支援した。木村カエラは自身のラジオ番組で『チョコレイト・ディスコ』を絶賛し、Perfumeが注目される切っ掛けを作った恩人。ピエール中野（凛として時雨）は、Perfumeが握手会をやっていた頃にPerfumeにはまり、これを切っ掛けとしてアイドルヲタクになった。他にKAN<ref">“連載「私のプレイリスト3曲」【KAN】”. ラジオ関西トピックス ラジトピ. ラジオ関西. 18 December 2020. 2021年1月2日閲覧.</ref>、山内総一郎（フジファブリック）など。同じローカルアイドル出身としては、新潟のNegiccoが「Perfumeが目標」とよく話す。また2022年3月まで青森のりんご娘に所属していた王林も「熱烈な憧れの対象で、グループの方向性とか方針をずっとお手本にしていた」等と話している。音楽関係以外の著名人のファンとしては、志村けんがPerfumeの大ファンで、テレビの対談番組の相手に指名した。2015年10月29日に放送された『アメトーーク！』「祝15周年!!　Perfumeスゴイぞ芸人」には、Perfumeファンとして、サバンナ・高橋茂雄、ハリセンボン・近藤春菜、栗原類、ダイノジ・大谷ノブ彦、流れ星・ちゅうえい、掟ポルシェが出演した。この他、土田晃之、小籔千豊、ほしの ディスコ、高校の一年先輩・長澤まさみや、小田さくら（モーニング娘。）、徳島えりか、酒井順子、辛酸なめ子、久保ミツロウ、藤井隆・乙葉夫妻、長﨑美柚らがファン。宇宙飛行士の野口聡一はクラシック好きだがPerfumeも聴くという。
きゃりーぱみゅぱみゅは、capsuleやPerfumeなど、中田ヤスタカの作る楽曲のファンで、中田のプロデュースでデビューすることになった。 BABYMETALは、アイドルとテクノを組み合わせたPerfumeの成功例を根拠の一つとして、アイドルとメタルを組み合わせるという発想が生まれ、ASHの後輩・中元すず香 を中心に結成されたもの。清原果耶は家族ぐるみでPerfumeのファンだったことが切っ掛けで、同じアミューズ所属になった。

### ファンクラブ
「P.T.A.」2008年〜
名称の名付け親はあ〜ちゃんで、"Perfumeとあなた"という意味がある。
会員特典
- オリジナル会員証の発行（新規入会時のみ）
- 会報誌の発行（年2回。2019年より年1回発行の『P.T.A.BOOK』にリニューアルした。）
- 「P.T.A.」会員専用サイトへのアクセス
  - メンバーやスタッフのブログ
  - ライブ写真満載のPHOTOページ
  - 現場でのオフショット満載のMOVIE
  - ダウンロードプレゼント 等

- グリーティングカードの発行（年2回）
- DVDの発送（年1回）
  - 会員限定WEBサイト内で公開される映像のダイジェストや、このDVDでしか観られない映像を収録

- 会員限定イベントへの参加（抽選制／不定期）
- 会員限定オリジナルグッズの販売
- ライブのお知らせ＆チケット先行受付（抽選制）
- テレビ、ラジオ等の番組観覧（抽選制／不定期）

日本国外在住者向けファンクラブとして「WORLD P.T.A.」が2013年に開始された。会員特典はP.T.A.とほぼ共通だが、会員証は発行されない。また、会報誌やDVDも送付されないがオリジナルグッズとして別途購入が可能である。

## 総評
Perfumeは日本のアイドルシーンを大きく変えた女性グループである。Perfumeは最初はメンバーも憧れたSPEEDが広げたマーケットを意識した少人数のダンス&ボーカルの形態を持つアイドルグループの一つとして結成された。当時アイドルの売り出しを狙った各音楽事務所やレコード会社は、単なるダンス&ボーカル形態ではなく、そこに何かしらの変化を加えたグループを作ろうとした。Perfumeが選んだのがテクノだった。テクノポップは1980年代にはアイドルの楽曲にも盛んに取り入れられ、「テクノ歌謡」などと呼ばれたが、ブームも下火になり、1990年代には廃れていた。2000年代前半としてはテクノポップは、ナツメロのような忘れられた音楽、一部のマニアが支持するジャンル。一般的な音楽ファンからは「テクノはピコピコ鳴ってる音楽」ぐらいの認識であったため、かなりリスキーな選択だった。一人のプロデューサーにサウンドプロデュースを全て任せて、一貫してテクノをやり続けるというのも前例がなかった。Perfumeは当時の日本では馴染みの薄かった新たなジャンルで音楽界に風穴を開け、旋風を巻き起こした。
また結成から7年半、ようやくブレイクを果たしたPerfumeは、従来のメディア発信型ではなく、ライブアイドルとしての地道な活動の積み重ねによるボトムアップ方式で売れたアイドルである。安室奈美恵やSPEED、モーニング娘。らは売れたが、1990年代から2000年代初めにかけて、女性アイドルシーンは全体でいえば"冬の時代"といわれていた。Perfumeもその内の一つだった2000年代前半の第一次地方アイドルブームは、モーニング娘。人気にあやかったものだったが、2005年前後にモー娘が勢いを失うとメジャーシーンからアイドルが消えた。火をつけたのはPerfumeだった。Perfumeがアイドル再評価の流れを作り出し、AKB48のブレークで決定的になり、再び、アイドル市場は活性化した。ファンによる熱心な布教活動の後押しがブレイクに繋がったことは、後のアイドルシーンに多大な影響を与えた。2008年にPerfumeとAKB48の躍進と共に広がったアイドル市場を見た数多くの芸能事務所がシーンへの進出を始めた。
社内の反対を押し切って2007年10月10日発売の『Quick Japan』74号でPerfumeを表紙と特集に取り上げた同紙編集部は、「当時の状況を考えたらPerfumeの表紙は、かなりあり得ないというか、無茶でした。そもそも『ポリリズム』をちゃんと聴けてない状態で始まった企画でしたから。でもPerfumeは2006年頃から明らかに波は来ていたんです。所属事務所も一部では確かに支持されているのは分かっていて『じゃあこれをさらに広げるには何をすればいいのか』を探っている状態だったと思う。ライブにしろネットにしろすごく盛り上がってるにもかかわらず、なかなかマスメディアだとか一般の人たちにまでは届いていかなかった。メディアとファンの温度差がすごかった。だからどうすればライブやネットでの盛り上がりが一般の人たちに届くのか、そのことばっかり考えていました。当時のPerfumeの位置付けは『どうせアイドルオタクが聴いて喜んでる音楽だろう』のようなもので、オタクの人も『自分たちは気持ち悪いオタクだし、アイドルソングなんて世の中に認められない馬鹿な音楽なんだ』みたいに変な開き直り方をしていて、アイドルの価値っていうのを誰もが同じフィールドで語りようがなかった。そういう状況で、どうやってPerfumeを見せていったらいいんだろう、世の中に向けてどういう言葉を作ればいいのかなあと、音がいいのは分かるが活字メディアとして打ち出し方が分からなかった。それで『アイドルっていうのは本来はジャンルじゃなくて、好きなら好きって言える存在のことだと思う』『その存在に今なれるのはPerfumeなんじゃないか』と編集部でコンセプトが打ち出され、アイドルという言葉をもう一回本来の意味で使える存在として"アイドルの意味を回復する3人"というリード文ができた。音がカッコイイとか言っても届かないのは十分に分かってるから、それを受容する側の状況を打ち出しすごくマッチした。あの時はそう打ち出して正解でした」などと話している。
宇多丸と掟ポルシェは2007年10月の読売新聞の対談で、宇多丸「『ポリリズム』がオリコンデイリーチャートで4位を記録したとき、言い方は悪いけど、ちょっと前までだれも知らないB級アイドルだったわけですよ、事実上。それがオリコンの4位に入るというこの振り幅は、多分僕の一生で、もう二度と経験できないと思う。アイドル史上の奇跡です」 掟「数年間のあいだでトークの技術にしろ、歌の技量にしろ、かなり上がってると思います」 宇多丸「そこが意外と大きい。フォロワーとかと比べると『あ、Perfumeって踊りもすげえなあ』みたいな」 掟「似たようなものが出てきたときに、追随させないための要素をけっこう持っている」 宇多丸「確かに。むしろ一番模倣しやすいのはサウンドかもしれないというぐらいで」などと述べている。
ENTAME nextは「従来のブレイクルートからは完全にこぼれ落ちていたはずのPerfumeがインターネットの口コミを起点としてスター街道を駆け上がった2007年は、奇しくも"テレビ離れ"という言葉が叫ばれるようになった最初のタイミングと重なっている。ネット利用によってテレビの視聴時間が減り、ネットの高速化と娯楽コンテンツのさらなる充実によって選択肢が増えた結果、それまで圧倒的だったテレビ視聴は、自然と優先順位が下がり始めていく。コンテンツがテレビに頼らずとも、ブレイクの種をまけるようになっていく時代の潮目。Perfumeの飛躍はアイドル界はもちろん、音楽業界全体においても、テレビ主導の時代が静かに幕を下ろそうとしていることを意味していた」などと論じている。
いしたにまさきは「PerfumeのブレイクはIT関連のサービスの成長と同期するという最高の関係があった。それと同じことをやることは今後はほぼ不可能」と述べている。
BARKSは2007年に「ある種の衝撃と麻薬的なサウンドで我々を虜にした」とPerfumeを評した。
オリコンは2008年4月、『GAME』のオリコンアルバム週間チャート1位を受け、「地元でデビューし、上京後もすぐには芽が出ず、コツコツとキャリアを積み重ね、少しずつファンを増やしていき、アーティスト達からも評価され、各方面から注目を集める。そしてブレイク――というなんとも美しい流れが存在する。無理がない、のである。だから惹かれる。3人のキャラクターは、3人とも天然!?というか独特の世界観を持っている。ライブでのMCも意外と毒舌だったり、インタビューでの発言も時々『ここまで言って大丈夫?』と心配になるところもあるが、そこも彼女たちの良さ、とマネージメントサイドが判断してか、そんな部分も無理に抑えることもなく、素の彼女たちの、そのままのキャラクター、資質を尊重しているところも好感が持てる。またいつの時代も、アイドルは求められているものだが、今また新しいアイドル、新鮮なアイドルが求められている時期なのかもしれない。そんな“時代の気分”を感じずにはいられない。そこに現れたのがPerfumeだ。下積みで培った実力、素晴しい作品、作られていないキャラ、そして“時代の気分”――最強のアイドル。 時代がようやく彼女たちに追いついた瞬間、それが今だ」などと評した。
掟ポルシェは「アイドル文化って'90年代頃に一度（応援していることを公言することが）恥ずかしいものみたいな存在になっちゃったんですよ（中略）Perfumeを初めて見た時に、『音楽がいいから俺たちは聴いているんだ』と主張しても世間を納得させられるものだと思ったんです」等と話し、2008年の近田春夫との対談では「Perfumeがブレイクしたのは、アイドルと重低音のフロアトラック的なテクノの組み合わせに意外な正解があったからと、Perfumeの3人の声自体が、アイドル以外の何者でもない素質と才能を感じさせるから。あれだけのアイドルを感じさせるいい声はなかなかいない」などと評した。近田春夫は2008年のインタビューで「PerfumeとそのチームはJ-POPの歴史に残ることは確か」と断言し、「中田ヤスタカ以降は音楽を作る人はDJもできないとダメになった。彼のようなサウンドクリエーターの要求に応えるフィジカルな能力のある演じ手じゃないと仕事を一緒にやっていけないようになった。それはたぶん安室奈美恵から始まっているんだろうけど、トライアスロン的に一つハードルをPerfumeと中田ヤスタカが確実に上げたと思う」などと述べている。
Perfumeを有名になる前から聴いていたというマーティ・フリードマンは、「初めて「ポリリズム」を聴いた時はダンスミュージックじゃねえぞ。変拍子ばかりでと面白くてたまらなかった。ライブを見たら、パワフルなビートに面白い振り付け。もうロックンロールは死んじゃった、と思った」と話している。また2008年の近田春夫との対談では 「『ポリリズム』はホントに最高。声にエフェクターをかけるのは何かジョークっぽいけど、音楽がちゃんとしてるから、ジョークにならない。大人っぽいコード進行、ちょっとジャズみたいなヴォイシング、メロディのキレイなメリハリ。J-POPの新しいテイストだと思う。オタク方向に行きそうな声なんだけど、そうならないっていうのがすごい。Perfumeはおしゃれ。サウンドを作るまでに、かなりプロセスがあったと思う。『ポリリズム』の間奏なんて、ものすごい変拍子。僕の友達で信じられないほどマニアックなプログレファンがいるんだけど、その人に聴かせたら『こんな曲がポップ・ソングになってるの？　日本っていい国だね！』って喜んでた（笑）」、近田は 「おしゃれなヤツってパワーがなかったりするんだけど、Perfumeの曲にはパワーもちゃんとある。ベース、キックの音色、バランスがすごくいいし、コンプのかけ方も上手い。声にエフェクトをかけるのだって、すごく難しい。しかも、普通に聴いてると、そこに変拍子があるなんて気付かない作りになってるんだよ。もう一つすごいなって思うのは、サウンド・プロデュースの才能がある一方で、作詞家としても優れてる。ただ言葉を当てはめてるだけじゃなくて、一つ一つにちゃんと意味があるし、耳に残るフレーズも多い。『ポリリズム』に関していえば、言葉と音楽を合わせたときに、初めて意味が出てくるように作られてる。それ自体がポリリズムになってる。あと、彼女たち自身のことでいえば、声が暗いっていうのもポイントかなと思う。妙にキャピキャピしてなくて、落ち着いた声。曲のゴージャスさと、ちょっと暗い声のバランス。それがいまの東京の空気に合ってるのかもしれない。SFっぽいというか。そういう声質っていうのもね、じつは中田さんは考えてると思うよ。声質のいい部分をうまくチューニングしてるというか。この声があるからこそ、このトラックだったのかもしれない」などと評した。
中森明夫は2006年頃、Perfumeにハマり、仕事場のBGMに「リニアモーターガール」や「コンピュータードライビング」「Perfume」などを一日中エンドレスで流していたという。2007年春に刊行した自身25年分のアイドル評論をまとめた『アイドルにっぽん』の終章〈3001年、「アイドルにっぽん」の旅〉という未来小説に〈BGMはPerfumeの「コンピュータシティ」〉と記載したのは、「未来のアイドル世界の可能性の調べを、Perfumeの歌声に聴いたから」と述べている。
サエキけんぞうは「2000年代前半、アイドル・オタクが集結していた秋葉原に於いて、秋葉原オタク層まで取り込んだPerfumeの登場で、アイドルはマーケット、ターゲット共に時代性を反映して進化した。Perfumeはデジタルなイメージと中田ヤスタカプロデュースによるオートチェーンというロボット的音声を駆使した楽曲で、未来的でオリジナルな個性的なアイドルとしてブレイクした。彼女たちはコンピュータやネット化された社会像を歌い、世界に類を見ない新しいアイドル像を作り出した」などと論じている。
つんく♂は2008年のインタビューで、Perfumeについて「上手にレトロ感を残しつつ、成り立ちを上手にオマージュしながら仕上げていますよね。代表曲というものはあると思うんですけど、一曲だけ取り上げるとサウンド的にはそんなに目新しいわけではないんですよ。たぶん彼女たちの面白さっていうのは、一曲一曲がどうかっていうのではなくて、それを徹底してやっていることなんだと思います。後はコスチュームとかも含めた企画と、当人たちが何となく力を入れていない感じや『アイドルじゃないんですよ感』と言いますかね。その辺のすべてがマッチして、かつてのWinkのように膨れ上がっているような感じはしています」と論じている。
渋谷陽一は、2008年11月6日のPerfume日本武道館公演を観戦し、「これほど自我が相対化され、ナルシズムが無化されたアイドルはかつて存在した事がない。革命的なアイドルである事を再確認した。桑田佳祐が30年トップを走り続けて到達した境地に、何故19才の女の子が立てたのか分からない。小学生時代から、売れないアイドルとして積み重ねたキャリアが強くしたのだろうか。しかし、普通なら人を歪めてしまうキャリアの中で、健全でいられた事こそが謎である。僕は、彼女達の知性が、こうした奇跡を起こしたのだと思っている」などと論じた。
嶺脇育夫は「アイドル戦国時代の前にPerfumeの日本武道館公演（2008年11月6日・7日）が1つの到達点というか、秋葉原の地下からメジャーに行くまでの物語を目の当たりにできたんです。当時、僕はハロー!プロジェクトの現場に通いつつ、Perfumeに熱量を感じていた時期でした。それと並行しながら、Perfumeのおかげで地方アイドルにも目が向いたんです」などと述べている。
ブレイク当時のPerfumeは「彼女たちはアイドルなのか？ アーティストなのか？」という議論が起こった。藤田琢己は「当時、アイドルはアーティストとは別の存在みたいなところがあって、そこの垣根があったんですかね。アイドルっぽいからなかなか音楽を聴かないかも、みたいな。けれどロックバンドたちもPerfumeを絶賛しており、彼女たちがアーティストとアイドルの垣根を突破した、草分け的なところがあると思う。そういう意味で、音楽的なテイストや、アイドルなのか、楽曲がどうなのかみたいなところの歴史が変わっていく瞬間。振り返ってみると分かれるポイントがこのへんにあったんじゃないかと思います」などと論じている。
『MARQUEE』編集長・松本昌幸は2008年に「Perfumeが大ブレイクを果たしたのは、アイドルなのにアイドルらしくない音楽やダンスや喋りをするというギャップに起因すると思う。アイドルであることをキープした"らしくない"マナー違反。まずここで引っ掛かり(注目され)、いざ蓋を開ければ、音楽・ダンス・喋りともに、本物志向だったことから一般層にファンが広がったという流れだ。しかもネット世代を象徴するPerfumeらしく、今やネットを開ければ、アクターズ叩き上げのあの独っ特のダンスを、いかに習得するかが競われている、なんて現象が起きている。それはかつてのカラオケ時代を更新する。今やPerfumeが動画という時代に即した形で、新しい刺激を提供する発信源ともなっている。音楽にしても同じく、例えば『ポリリズム』は制作現場でも可なのか不可なのかが問われた間奏部分の声を切り刻んだサウンド・ループ。あの部分はベース音のリズムで聴けば、程よく刺激的な上に滑らかなのを、歌でしか聴かない大多数を想定したから議論になったのだろう。けれども今となってはこの曲の旨味がそのループ部にあることは、聴けば聴くほど分かってきたのではないか。『あの部分に来るのが待ち遠しい』、そのように曲中の興味が移行してきたリスナーも今は多いはず。音楽というものが歌だけじゃない事を、一般レベルに説明でなく感覚的に(ここが大事！)伝える中田ヤスタカの功績は本当に大きい。今やPerfumeは、新しい事を媒介していくメディアとなっている。その意味では既存のアイドルとは違う。意思が見えるから、それが一般層を巻き込んだ理由でもある。もちろん実際は、いろいろな所でいろいろな大人達が知恵も力も貸している。それでも彼女達はやり抜く。注目すべきはその勘の良さ、つまりセンスや知性があるということだ。そこが違う。これまでのアイドル達の何がうざかったと言えば、後ろで大人達が糸を引いて、顔とスタイルがいいだけの操り人形が踊らされる。その結果、カネのにおいだけがプンプン残るという構図だ。いい加減、あんまり安っぽい構図に誰もが辟易していた、という以上に、カッコ悪いと思い始めていたからこそ、Perfumeは時代に受け入れられたんだと思う」などと論じている。
2008年当時のPerfumeを"一発屋"扱いするマスメディアも少なくなかったが、Perfume自身は「『一発屋、ラッキー！一発屋になれた！』っていう感覚でやっていた」と話している。
掟ポルシェは2012年のインタビューで「Perfumeは純然たるアイドルから、アイドル以上の何かへ進化・変容することで生き残り、誰も到達し得なかった独自の地位を築いた。03年の東京進出を機に音楽性は一変。楽曲の全てを中田ヤスタカがプロデュースすることになり、中田氏の持ち味であるテクノトラックにオートチューンをかけて抑揚を制した機械的なボーカルが乗る独特のPerfumeサウンドが出来上がった。当初は生声で、まだまだアイドル成分多めの可愛らしいテクノポップだったが、徐々に従来のアイドル歌謡ではあり得ないほどベースやドラムが強調される低音域が分厚い音作りになっていき、アイドル歌謡の常識から外れた。セールスが上がらない等の理由で解散されそうになりながら、7年というアイドルの活動歴にしては長過ぎる助走期間を経てブレイクした。この苦節は後に語り草になり、逆にドラマになってファンになった者たちの熱狂を煽る。Perfumeのブレイク期間はYouTube等の動画サイトの出現・繁栄と重なり、その恩恵を受けた最初のアイドルであるが、過去の映像やファンが作ったPerfumeの歴史をまとめた動画を確認することで誰でも追体験できるのが強みとなり、急激にハマっていく者が後を絶たなかった。09年以降、歌詞を同世代の女性の共感を呼ぶものに切り替えて、主な観客層をアイドルファン以外に設定したことや、ロックフェス等対外的な場へ積極的に出演したことが功を奏し、Perfumeはアイドルでありながらアイドル以上の独自の地位へとシフトチェンジしていく。結果、より幅広い層の支持を得て、ドームクラスの全国ツアーを全会場なんなく埋めるという偉業を達成、昔を知る者として感慨深い。音楽といい、売り方の戦略と言い、アイドルの規格から常に逸脱・突出し続けて来たPerfumeだが、未だ人々の目にアイドルとして映るには、3人に清涼感溢れる素朴なキャラクターによるところが大きい。コンサートMCでは未だババリバリの広島弁でトーク、他愛もない話を広げてこれでもかと楽しそうに話す様子は、観る者全てを親戚の子供に会っているかのような微笑ましい錯覚に陥らせる」などと評している。
掟ポルシェは吉田豪と2012年の対談で、2002年から2012年までのアイドル10年史の大きな流れとして 掟「ハロプロが出てきて、Perfumeが売れて、AKBが出てきて、ももクロのブレイク。この流れを見ると、真逆の魅力を持つものに、時計の針が振り子のように動いている気がします」、Perfumeが一般層に支持された理由については、掟「「客層の入れ替えを意図的に行ったこと。かつては男の子ファンの目線であるかのような『僕』という一人称で歌っていた。けれどある時期から『ワンルームディスコ』のように同世代の女子の気持ちを代弁する歌詞に変わっていった。『Perfumeも恋する女の子でいい』という層に向けての売り出し方になったのが大きい」 吉田「事務所側が覚悟を決めたんでしょうね。このままアイドルでいくとスキャンダルとかも乗り越えられないと」 掟「アイドル的なキラキラ感は希薄になるけど、中田さんの作る曲の質感に魅力を感じる人は必ずついて行きますから。アイドルという切り方を止めたおかげで、アーティストとアイドルの中間というPerfumeの生きる道が出来上がったんじゃないかと思います」などと論じている。
ピエール中野は「アイドル細分化、棲み分け、ジャンルの縦割りの始まりはPerfumeの存在がでかい。圧倒的な楽曲のクオリティの高さを見せつけてきて、パフォーマンスもそうですけど、かっこいいテクノ系のアイドルを成立させた」などと論じている。
『NHK紅白歌合戦』のプロデューサーを務め、『MUSIC JAPAN』でPerfumeをMCに起用した石原真は、2012年のインタビューで「00年代の中盤にバンドやシンガーソングライターの勢いが弱まってきた。そこへPerfumeのような"配信の歌姫"と呼ばれる人が出てきた。Perfumeはアイドルとアーティストの中間を進んでいます。Perfumeはロックフェスにも出ていることが象徴的です。プロデューサーがCAPSULEの中田ヤスタカさんですから、クラブシーンと非常にマッチングもよくて、アイドルファン以外の層でも盛り上がり、東京ドームライブも成功させました」などと評した。
リアルサウンドは「"アイドルとアーティストの違い"という不毛な問いを無効化させながら道なき道を進むPerfumeは、年齢に応じて表現のマイナーチェンジを図っている」等と評している。
亀田誠治は「FLASH」を2016年上半期1位に選び、「中田ヤスタカさんプロデュースの最先端のダンスミュージックで、日本中を楽しませることができるのがPerfumeの最大の魅力だと思います。海外での活躍も目覚ましいです。最もクールなJ-POPではないでしょうか」と評している。
アーバンギャルド・松永天馬は2018年のインタビューで、「00年代は"テクノポップ"っていう言葉は、言ってしまえば完全に死語だったんですよね。80年代の前半に流行ったYMOを筆頭とする当時のシンセサウンドの歌謡曲、ナツメロだよね。っていう認識を世の中のひとが持ってる中で、Perfumeは"テクノポップ"っていう言葉を打ち出して、"テクノポップ"っていう言葉の纏ってる意味合いを完全に更新したんですよ。それはやっぱり新しいサウンドにボーカルの捉え方を変えるっていうことを発明したからだと思うんですね。今（2018年）聴いても新しく感じるし、当時聴いた時、だれも聴いた事がない音楽を聴いてるなっていう印象がありましたね」などと評している。
マーティ・フリードマンと松永天馬は、2018年に「新鮮さを更新していける存在。『無限未来』『GAME』『ポリリズム』、今聴いても懐かしさを感じない。サウンドが未だに新鮮なままだから。この新鮮さとか新しさをどんどん更新していける存在、古臭くならない。未来的なレトロっていうか、なんかレトロって凄くダサくなる可能性が高い、なのにどこもダサいところがない」などと評価している。
太田省一は「アイドルのプロデューサーは、アイドルファンの気持ちをなくしてはならないが、一方でアイドルへの醒めた感覚、ひいては理想のアイドルを創造して世に問うてみたいという野心も必要だ。中田ヤスタカプロデュースによるPerfumeには、そうした面がより濃く感じられる。一躍ブレークした2007年の『ポリリズム』を始めとしてPerfumeの楽曲には、MVによるビジュアル面なども含めて極めて精巧に構築された作品の趣がある。複雑なリズムを盛り込んだテクノポップに乗って流れるエフェクト処理の施された3人のボーカル。またスタイリッシュな映像とフィットした一糸乱れぬ3人のダンス。それはひとつの『世界』と言うにふさわしい。そこには、プロデューサーである中田ヤスタカの意思が隅々まで浸透し、細心の注意のもと歌やダンスなどのパーツが配置されているのが感じられる。『アイドルとはひとつの世界観を表現するためのメディアである』という中田ヤスタカの声がどこからか聞こえてくるようだ。但しPerfumeは単なる操り人形ではない。アクターズスクール広島時代から鍛えられた3人のダンスの上手さは折り紙付きだし、生の歌唱力にも定評がある。つまり、確かな技術と表現力がある。また番組のMCもそつなくこなし、キャラクターやトークの面白さもある。その意味では、彼女たちのアイドル力は水準を超えている。だがだからこそ、中田ヤスタカの提示しようとする世界観の表現手段になりきる彼女たちの潔さが際立つ。その一周回った感じが平成的だ」などと評価している。
読売新聞2018年の元旦特集「J-POP 平成の名盤30」で『GAME』が、宇多田ヒカル『First Love』や、globe『globe』などを抑えて実質1位に選ばれた(選者・マーティ・フリードマン、柴那典、石黒大貴の3人が30枚を選び、全員一致で挙げた唯一のアルバム) 。
竹中夏海は2019年のインタビューで「ダンスに関しては『Perfumeのムーブ』を確立させたと言ってもいいでしょう。同じようにブレイクしたほかのアイドルと異なるのは、フォロワーになったグループが少ないという点です。それはもうシンプルに、MIKIKO先生の生み出す変則的なリズムを取り入れるのは難易度が高いからではないかと推察します。それまでエレクトロポップに対する振り付けといえばいわゆるロボットダンス一辺倒だったんですけど、そこに女性的な曲線美やおどけたニュアンスなど振りに奥行きを持たせ、さらにそれをメンバーが忠実に表現し、何段階も上のパフォーマンスに底上げしたのがPerfumeだと思います」などと評している。
BiSHの衣装デザイナー・外林健太は、大学在学中の2006年10月28日の「武蔵野美術大学芸術祭」にPerfumeを呼んだ人で、Perfumeの追っかけだったという。「あのPerfumeをブレイク前に呼んだすごい奴がいる」という話が拡がり、共通の知り合いを介して渡辺淳之介に会い、以後、渡辺と活動を共にするようになった。外林は「僕がPerfumeを好きになったのは、衣裳を含めて完成度が高かったからなんです。衣裳と3人の顔のバランスと曲、どれかが飛び抜けてるわけじゃなくて、すべてがひとつにまとまっているっていうのがよくて。モーニング娘。等の王道のアイドルっぽいものより、Perfumeのスタイリッシュな方が好きだったので、BiSHの衣裳制作はそういう方向で作っています」などと話している。
『Forbes』は2018年に「PerfumeはYouTubeを国際的に活用した初めての日本人アーティストグループの一つで、そのキャリアは多くの女性グループを超え、若者主導のJ-Popシーンすら越えて、ごく少数の日本人アーティストだけが可能な世界ツアーをこなすまでになった」等と評している。2019年にイギリスのメディアからの「あなたたちはJ-POPの"kawaii"からなぜ距離を置くのか?」という質問に対して、メンバーは「たぶんアメリカだと、日本のアイドルグループはぜんぶカワイイと思われてるかも知れませんが、私たちは日本のいわゆるカワイイ系ではないし、今まで一度も自分たちがそれに合うと感じたこともありません。なになに系とかジャンルに一度もぴったり合ったことがなくて、自分たちで一からジャンルを創れたからブレイク出来て、結果として自分たちのジャンルが出来上がって、今ここにいるんだと思う」などと話し、他の海外メディアのインタビューでも、「私たちのやっている事はとても独特で、他のアーティストさんとも被らないですし。誰かを目指したり真似しようともしません。私たちにできることには限界もないし、どこまでも行けますよ！」などと答えている。
音楽雑誌『ミュージック・マガジン』は2024年8月号に掲載した特集「2000年代 Jポップ・ベスト・ソングス100」において第1位にPerfumeの『ポリリズム』を選出している。

## ディスコグラフィ
「最高位」はオリコンチャートの週間ランキングに準ずる。

### シングル

#### CDシングル
|                                                   | 発売日                                            | タイトル                                          | 販売形態                                          | 販売形態                                          | 規格品番                                          | 最高位                                            |
| 『ぱふゅーむ』名義（もみじレーベル 広島限定発売） | 『ぱふゅーむ』名義（もみじレーベル 広島限定発売） | 『ぱふゅーむ』名義（もみじレーベル 広島限定発売） | 『ぱふゅーむ』名義（もみじレーベル 広島限定発売） | 『ぱふゅーむ』名義（もみじレーベル 広島限定発売） | 『ぱふゅーむ』名義（もみじレーベル 広島限定発売） | 『ぱふゅーむ』名義（もみじレーベル 広島限定発売） |
| ------------------------------------------------- | ------------------------------------------------- | ------------------------------------------------- | ------------------------------------------------- | ------------------------------------------------- | ------------------------------------------------- | ------------------------------------------------- |
| 1st                                               | 2002年3月21日                                     | OMAJINAI★ペロリ                                   | CD                                                | 通常盤                                            | ASH-1001                                          | -                                                 |
| 2nd                                               | 2002年11月1日                                     | 彼氏募集中                                        | CD                                                | 通常盤                                            | ASH-1002                                          | -                                                 |
| 『Perfume』名義                                   |                                                   |                                                   |                                                   |                                                   |                                                   |                                                   |
| 1st                                               | 2003年8月6日                                      | スウィートドーナッツ                              | CD+DVD                                            | 初回限定盤                                        | BEHV-0002-0003                                    | 圏外                                              |
| 1st                                               | 2003年8月6日                                      | スウィートドーナッツ                              | CD                                                | 通常盤                                            | BEHV-0006                                         | 圏外                                              |
| 2nd                                               | 2004年3月17日                                     | モノクロームエフェクト                            | CD                                                | 通常盤                                            | BEHV-0008                                         | 117位                                             |
| 3rd                                               | 2004年9月8日                                      | ビタミンドロップ                                  | CD                                                | 通常盤                                            | BEHV-0009                                         | 119位                                             |
| 4th                                               | 2008年2月13日                                     | Fan Service〜Prima Box〜                          | 3CD+DVD                                           | 通常盤                                            | GTCG-0609                                         | 9位                                               |

- Fan Service〜Prima Box〜 BEE-HIVEレコード時代のシングル3作品と特典DVDの完全生産限定ボックスセット。アミューズソフトエンタテインメントより発売。

|                                           | 発売日                                   | タイトル                                 | 販売形態                                 | 販売形態                                 | 規格品番                                 | 順位                                     | 初収録アルバム                           |
| 徳間ジャパンコミュニケーションズレーベル  | 徳間ジャパンコミュニケーションズレーベル | 徳間ジャパンコミュニケーションズレーベル | 徳間ジャパンコミュニケーションズレーベル | 徳間ジャパンコミュニケーションズレーベル | 徳間ジャパンコミュニケーションズレーベル | 徳間ジャパンコミュニケーションズレーベル | 徳間ジャパンコミュニケーションズレーベル |
| ----------------------------------------- | ---------------------------------------- | ---------------------------------------- | ---------------------------------------- | ---------------------------------------- | ---------------------------------------- | ---------------------------------------- | ---------------------------------------- |
| 1st                                       | 2005年9月21日                            | リニアモーターガール                     | CD                                       | 通常盤                                   | TKCA-72902                               | 99位                                     | Perfume〜Complete Best〜                 |
| 2nd                                       | 2006年1月11日                            | コンピューターシティ                     | CD                                       | 通常盤                                   | TKCA-72971                               | 45位                                     | Perfume〜Complete Best〜                 |
| 3rd                                       | 2006年6月28日                            | エレクトロ・ワールド                     | CD                                       | 通常盤                                   | TKCA-73017                               | 77位                                     | Perfume〜Complete Best〜                 |
| 4th                                       | 2007年2月14日                            | ファン・サーヴィス［sweet］              | CD+DVD                                   | 初回生産限定盤                           | TKCA-73158                               | 31位                                     | GAME                                     |
| 5th                                       | 2007年9月12日                            | ポリリズム                               | CD+DVD                                   | 初回限定盤                               | TKCA-73250                               | 7位                                      | GAME                                     |
| 5th                                       | 2007年9月12日                            | ポリリズム                               | CD                                       | 通常盤                                   | TKCA-73255                               | 7位                                      | GAME                                     |
| 6th                                       | 2008年1月16日                            | Baby cruising Love/マカロニ              | CD+DVD                                   | 初回限定盤                               | TKCA-73310                               | 3位                                      | GAME                                     |
| 6th                                       | 2008年1月16日                            | Baby cruising Love/マカロニ              | CD                                       | 通常盤                                   | TKCA-73315                               | 3位                                      | GAME                                     |
| 7th                                       | 2008年7月9日                             | love the world                           | CD+DVD                                   | 初回限定盤                               | TKCA-73330                               | 1位                                      | ⊿                                        |
| 7th                                       | 2008年7月9日                             | love the world                           | CD                                       | 通常盤                                   | TKCA-73335                               | 1位                                      | ⊿                                        |
| 8th                                       | 2008年11月19日                           | Dream Fighter                            | CD+DVD                                   | 初回限定盤                               | TKCA-73390                               | 2位                                      | ⊿                                        |
| 8th                                       | 2008年11月19日                           | Dream Fighter                            | CD                                       | 通常盤                                   | TKCA-73395                               | 2位                                      | ⊿                                        |
| 9th                                       | 2009年3月25日                            | ワンルーム・ディスコ                     | CD+DVD                                   | 初回限定盤                               | TKCA-73430                               | 1位                                      | ⊿                                        |
| 9th                                       | 2009年3月25日                            | ワンルーム・ディスコ                     | CD                                       | 通常盤                                   | TKCA-73435                               | 1位                                      | ⊿                                        |
| 10th                                      | 2010年4月14日                            | 不自然なガール/ナチュラルに恋して        | CD+DVD                                   | 初回限定盤                               | TKCA-73520                               | 2位                                      | JPN                                      |
| 10th                                      | 2010年4月14日                            | 不自然なガール/ナチュラルに恋して        | CD                                       | 通常盤                                   | TKCA-73525                               | 2位                                      | JPN                                      |
| 11th                                      | 2010年8月11日                            | VOICE                                    | CD+DVD                                   | 初回限定盤                               | TKCA-73560                               | 2位                                      | JPN                                      |
| 11th                                      | 2010年8月11日                            | VOICE                                    | CD                                       | 通常盤                                   | TKCA-73565                               | 2位                                      | JPN                                      |
| 12th                                      | 2010年11月10日                           | ねぇ                                     | CD+DVD                                   | 初回限定盤                               | TKCA-73620                               | 2位                                      | JPN                                      |
| 12th                                      | 2010年11月10日                           | ねぇ                                     | CD                                       | 通常盤                                   | TKCA-73625                               | 2位                                      | JPN                                      |
| 13th                                      | 2011年5月18日                            | レーザービーム/微かなカオリ              | CD+DVD                                   | 初回限定盤                               | TKCA-73650                               | 2位                                      | JPN                                      |
| 13th                                      | 2011年5月18日                            | レーザービーム/微かなカオリ              | CD                                       | 通常盤                                   | TKCA-73655                               | 2位                                      | JPN                                      |
| 14th                                      | 2011年11月2日                            | スパイス                                 | CD+DVD                                   | 初回限定盤                               | TKCA-73720                               | 2位                                      | JPN                                      |
| 14th                                      | 2011年11月2日                            | スパイス                                 | CD                                       | 通常盤                                   | TKCA-73725                               | 2位                                      | JPN                                      |
| Perfume Records / ユニバーサルJレーベル   |                                          |                                          |                                          |                                          |                                          |                                          |                                          |
| 15th                                      | 2012年4月11日                            | Spring of Life                           | CD+DVD                                   | 初回限定盤                               | UPCP-9001                                | 2位                                      | LEVEL3                                   |
| 15th                                      | 2012年4月11日                            | Spring of Life                           | CD                                       | 通常盤                                   | UPCP-5001                                | 2位                                      | LEVEL3                                   |
| 16th                                      | 2012年8月15日                            | Spending all my time                     | CD+DVD                                   | 初回限定盤                               | UPCP-9002                                | 2位                                      | LEVEL3                                   |
| 16th                                      | 2012年8月15日                            | Spending all my time                     | CD                                       | 通常盤                                   | UPCP-5002                                | 2位                                      | LEVEL3                                   |
| 17th                                      | 2013年2月27日                            | 未来のミュージアム                       | CD+DVD                                   | 初回限定盤                               | UPCP-9003                                | 2位                                      | LEVEL3                                   |
| 17th                                      | 2013年2月27日                            | 未来のミュージアム                       | CD                                       | 通常盤                                   | UPCP-5003                                | 2位                                      | LEVEL3                                   |
| 18th                                      | 2013年5月22日                            | Magic of Love                            | CD+DVD                                   | 初回限定盤                               | UPCP-9004                                | 3位                                      | LEVEL3                                   |
| 18th                                      | 2013年5月22日                            | Magic of Love                            | CD                                       | 通常盤                                   | UPCP-5004                                | 3位                                      | LEVEL3                                   |
| 19th                                      | 2013年11月27日                           | Sweet Refrain                            | CD+DVD                                   | 初回限定盤                               | UPCP-9006                                | 3位                                      | COSMIC EXPLORER                          |
| 19th                                      | 2013年11月27日                           | Sweet Refrain                            | CD                                       | 通常盤                                   | UPCP-5006                                | 3位                                      | COSMIC EXPLORER                          |
| 20th                                      | 2014年7月16日                            | Cling Cling                              | CD+DVD                                   | 完全生産限定盤                           | UPCP-9007                                | 2位                                      | COSMIC EXPLORER                          |
| 20th                                      | 2014年7月16日                            | Cling Cling                              | CD+DVD                                   | 初回盤                                   | UPCP-9008                                | 2位                                      | COSMIC EXPLORER                          |
| 20th                                      | 2014年7月16日                            | Cling Cling                              | CD                                       | 通常盤                                   | UPCP-5006                                | 2位                                      | COSMIC EXPLORER                          |
| 21st                                      | 2015年4月29日                            | Relax In The City/Pick Me Up             | CD+DVD                                   | 完全生産限定盤                           | UPCP-9010                                | 2位                                      | COSMIC EXPLORER                          |
| 21st                                      | 2015年4月29日                            | Relax In The City/Pick Me Up             | CD+DVD                                   | 初回盤                                   | UPCP-9011                                | 2位                                      | COSMIC EXPLORER                          |
| 21st                                      | 2015年4月29日                            | Relax In The City/Pick Me Up             | CD                                       | 通常盤                                   | UPCP-5007                                | 2位                                      | COSMIC EXPLORER                          |
| 22nd                                      | 2015年10月28日                           | STAR TRAIN                               | CD+DVD                                   | 初回限定盤                               | UPCP-9012                                | 4位                                      | COSMIC EXPLORER                          |
| 22nd                                      | 2015年10月28日                           | STAR TRAIN                               | CD                                       | 通常盤                                   | UPCP-5008                                | 4位                                      | COSMIC EXPLORER                          |
| 23rd                                      | 2017年2月15日                            | TOKYO GIRL                               | CD+DVD                                   | 初回限定盤                               | UPCP-9015                                | 2位                                      | Future Pop                               |
| 23rd                                      | 2017年2月15日                            | TOKYO GIRL                               | CD                                       | 通常盤                                   | UPCP-5009                                | 2位                                      | Future Pop                               |
| 24th                                      | 2017年8月30日                            | If you wanna                             | CD+DVD                                   | 完全生産限定盤                           | UPCP-9016                                | 2位                                      | Future Pop                               |
| 24th                                      | 2017年8月30日                            | If you wanna                             | CD+DVD                                   | 初回限定盤                               | UPCP-9017                                | 2位                                      | Future Pop                               |
| 24th                                      | 2017年8月30日                            | If you wanna                             | CD                                       | 通常盤                                   | UPCP-5010                                | 2位                                      | Future Pop                               |
| 25th                                      | 2018年3月14日                            | 無限未来                                 | CD+DVD                                   | 初回限定盤                               | UPCP-9018                                | 4位                                      | Future Pop                               |
| 25th                                      | 2018年3月14日                            | 無限未来                                 | CD+DVD                                   | 期間限定 ちはやふる盤                    | UPCP-9019                                | 4位                                      | Future Pop                               |
| 25th                                      | 2018年3月14日                            | 無限未来                                 | CD                                       | 通常盤                                   | UPCP-5011                                | 4位                                      | Future Pop                               |
| 26th                                      | 2020年9月16日                            | Time Warp                                | CD+DVD                                   | 完全生産限定盤                           | UPCP-9026                                | 2位                                      | PLASMA                                   |
| 26th                                      | 2020年9月16日                            | Time Warp                                | CD+DVD                                   | 初回限定盤                               | UPCP-9027                                | 2位                                      | PLASMA                                   |
| 26th                                      | 2020年9月16日                            | Time Warp                                | CD                                       | 通常盤                                   | UPCP-5012                                | 2位                                      | PLASMA                                   |
| 27th                                      | 2022年3月9日                             | Flow                                     | CD+BD                                    | 初回限定盤A                              | UPCP-9030                                | 5位                                      | PLASMA                                   |
| 27th                                      | 2022年3月9日                             | Flow                                     | CD+DVD                                   | 初回限定盤B                              | UPCP-9031                                | 5位                                      | PLASMA                                   |
| 27th                                      | 2022年3月9日                             | Flow                                     | CD                                       | 通常盤                                   | UPCP-5013                                | 5位                                      | PLASMA                                   |
| Perfume Records / Polydor Recordsレーベル |                                          |                                          |                                          |                                          |                                          |                                          |                                          |
| 28th                                      | 2023年9月6日                             | Moon                                     | CD+BD                                    | 初回限定盤A                              | UPCP-9036                                | 9位                                      | ネビュラロマンス 後篇                    |
| 28th                                      | 2023年9月6日                             | Moon                                     | CD+DVD                                   | 初回限定盤B                              | PCP-9037                                 | 9位                                      | ネビュラロマンス 後篇                    |
| 28th                                      | 2023年9月6日                             | Moon                                     | CD                                       | 通常盤                                   | UPCP-5014                                | 9位                                      | ネビュラロマンス 後篇                    |

#### 配信限定シングル
|      | タイトル                       | 配信日                                             | 収録CD                      |
| ---- | ------------------------------ | -------------------------------------------------- | --------------------------- |
| 1st  | Twinkle Snow Powdery Snow      | 2006年12月20日                                     | ファン・サーヴィス［sweet］ |
| 2nd  | NIGHT FLIGHT                   | 2009年4月29日                                      | ⊿                           |
| 3rd  | Lovefool                       | 2010年6月8日                                       | 未収録                      |
| 4th  | GLITTER                        | 2011年7月13日                                      | スパイス                    |
| 5th  | ポイント                       | 2012年3月14日                                      | Spending all my time        |
| 6th  | Hurly Burly                    | 2012年6月6日                                       | Spending all my time        |
| 7th  | Party Maker                    | 2013年8月6日                                       | LEVEL3                      |
| 8th  | 1mm                            | 2013年9月4日 (レコチョク) 2013年9月18日 (iTunes他) | LEVEL3                      |
| 9th  | Hold Your Hand                 | 2014年5月21日                                      | Cling Cling                 |
| 10th | FLASH                          | 2016年3月16日                                      | COSMIC EXPLORER             |
| 11th | I Don't Understand You         | 2016年7月20日                                      | 未収録                      |
| 12th | ナナナナナイロ                 | 2019年7月5日                                       | Perfume The Best “P Cubed”  |
| 13th | 再生                           | 2019年11月28日                                     | Time Warp                   |
| 14th | ポリゴンウェイヴ               | 2021年7月2日                                       | ポリゴンウェイヴ EP         |
| 15th | さよならプラスティックワールド | 2022年4月29日                                      | PLASMA                      |
| 16th | Spinning World                 | 2022年7月15日                                      | PLASMA                      |
| 17th | すみっコディスコ               | 2023年11月3日                                      | ネビュラロマンス 前篇       |
| 18th | The Light                      | 2024年5月24日                                      | ネビュラロマンス 前篇       |
| 19th | Human Factory - 電造人間 -     | 2025年2月7日                                       | ネビュラロマンス 後篇       |
| 20th | ネビュラロマンス               | 2025年4月2日                                       | ネビュラロマンス 後篇       |
| 21st | 巡ループ                       | 2025年7月10日                                      | ネビュラロマンス 後篇       |

### EP
|                                         | 発売日                                  | タイトル                                | 販売形態                                | 販売形態                                | 規格品番                                | 順位                                    |
| Perfume Records / ユニバーサルJレーベル | Perfume Records / ユニバーサルJレーベル | Perfume Records / ユニバーサルJレーベル | Perfume Records / ユニバーサルJレーベル | Perfume Records / ユニバーサルJレーベル | Perfume Records / ユニバーサルJレーベル | Perfume Records / ユニバーサルJレーベル |
| --------------------------------------- | --------------------------------------- | --------------------------------------- | --------------------------------------- | --------------------------------------- | --------------------------------------- | --------------------------------------- |
| 1st                                     | 2021年09月22日                          | ポリゴンウェイヴ EP                     | CD+BD                                   | 初回限定盤A                             | UPCP-9028                               | 2位                                     |
| 1st                                     | 2021年09月22日                          | ポリゴンウェイヴ EP                     | CD+DVD                                  | 初回限定盤B                             | UPCP-9029                               | 2位                                     |
| 1st                                     | 2021年09月22日                          | ポリゴンウェイヴ EP                     | CD                                      | 通常盤                                  | UPCP-1008                               | 2位                                     |

### アルバム

#### オリジナルアルバム
|                                           | 発売日                                   | タイトル                                 | 販売形態                                 | 販売形態                                 | 規格品番                                 | 最高位                                   |                                          |
| 徳間ジャパンコミュニケーションズレーベル  | 徳間ジャパンコミュニケーションズレーベル | 徳間ジャパンコミュニケーションズレーベル | 徳間ジャパンコミュニケーションズレーベル | 徳間ジャパンコミュニケーションズレーベル | 徳間ジャパンコミュニケーションズレーベル | 徳間ジャパンコミュニケーションズレーベル | 徳間ジャパンコミュニケーションズレーベル |
| ----------------------------------------- | ---------------------------------------- | ---------------------------------------- | ---------------------------------------- | ---------------------------------------- | ---------------------------------------- | ---------------------------------------- | ---------------------------------------- |
| 1st                                       | 2008年4月16日                            | GAME                                     | CD+DVD                                   | 初回限定盤                               | TKCA-73320                               | 1                                        |                                          |
| 1st                                       | 2008年4月16日                            | GAME                                     | CD                                       | 通常盤                                   | TKCA-73325                               | 1                                        |                                          |
| 2nd                                       | 2009年7月8日                             | ⊿                                        | CD+DVD                                   | 初回限定盤                               | TKCA-73440                               | 1                                        |                                          |
| 2nd                                       | 2009年7月8日                             | ⊿                                        | CD                                       | 通常盤                                   | TKCA-73445                               | 1                                        |                                          |
| 3rd                                       | 2011年11月30日                           | JPN                                      | CD+DVD                                   | 初回限定盤                               | TKCA-73730                               | 1                                        |                                          |
| 3rd                                       | 2011年11月30日                           | JPN                                      | CD                                       | 通常盤                                   | TKCA-73735                               | 1                                        |                                          |
| Perfume Records / ユニバーサルJレーベル   |                                          |                                          |                                          |                                          |                                          |                                          |                                          |
| 4th                                       | 2013年10月2日                            | LEVEL3                                   | CD+DVD                                   | 初回限定盤                               | UPCP-9005                                | 1                                        |                                          |
| 4th                                       | 2013年10月2日                            | LEVEL3                                   | CD                                       | 通常盤                                   | UPCP-1001                                | 1                                        |                                          |
| 4th                                       | 2014年10月22日                           | LEVEL3 (Bonus Edition)                   | CD                                       | 通常盤                                   | UPCP-9009                                | 12                                       |                                          |
| 5th                                       | 2016年4月6日                             | COSMIC EXPLORER                          | 2CD+BD                                   | 初回限定盤A                              | UPCP-9013                                | 1                                        |                                          |
| 5th                                       | 2016年4月6日                             | COSMIC EXPLORER                          | 2CD+DVD                                  | 初回限定盤B                              | UPCP-9014                                | 1                                        |                                          |
| 5th                                       | 2016年4月6日                             | COSMIC EXPLORER                          | CD                                       | 通常盤                                   | UPCP-1002                                | 1                                        |                                          |
| 6th                                       | 2018年8月15日                            | Future Pop                               | CD+BD                                    | 初回生産限定盤                           | UPCP-9020                                | 1                                        |                                          |
| 6th                                       | 2018年8月15日                            | Future Pop                               | CD+DVD                                   | 初回生産限定盤                           | UPCP-9021                                | 1                                        |                                          |
| 6th                                       | 2018年8月15日                            | Future Pop                               | CD+BD                                    | 通常盤                                   | UPCP-1003                                | 1                                        |                                          |
| 6th                                       | 2018年8月15日                            | Future Pop                               | CD+DVD                                   | 通常盤                                   | UPCP-1004                                | 1                                        |                                          |
| 7th                                       | 2022年7月27日                            | PLASMA                                   | CD＋2BD                                  | 完全生産限定盤A                          | UPCP-9032                                | 3                                        |                                          |
| 7th                                       | 2022年7月27日                            | PLASMA                                   | CD+2DVD                                  | 完全生産限定盤B                          | UPCP-9033                                | 3                                        |                                          |
| 7th                                       | 2022年7月27日                            | PLASMA                                   | CD+BD                                    | 初回限定盤A                              | UPCP-9034                                | 3                                        |                                          |
| 7th                                       | 2022年7月27日                            | PLASMA                                   | CD+DVD                                   | 初回限定盤B                              | UPCP-9035                                | 3                                        |                                          |
| 7th                                       | 2022年7月27日                            | PLASMA                                   | CD                                       | 通常盤                                   | UPCP-1009                                | 3                                        |                                          |
| Perfume Records / Polydor Recordsレーベル |                                          |                                          |                                          |                                          |                                          |                                          |                                          |
| 8th                                       | 2024年10月30日                           | ネビュラロマンス 前篇                    | CD＋BD                                   | "P.T.A." 会員限定盤                      | PROJ-1927                                | 5                                        |                                          |
| 8th                                       | 2024年10月30日                           | ネビュラロマンス 前篇                    | CD+DVD                                   | "P.T.A." 会員限定盤                      | PROJ-1928                                | 5                                        |                                          |
| 8th                                       | 2024年10月30日                           | ネビュラロマンス 前篇                    | CD+BD                                    | 初回限定盤A                              | UPCP-9038                                | 5                                        |                                          |
| 8th                                       | 2024年10月30日                           | ネビュラロマンス 前篇                    | CD+DVD                                   | 初回限定盤B                              | UPCP-9039                                | 5                                        |                                          |
| 8th                                       | 2024年10月30日                           | ネビュラロマンス 前篇                    | CD                                       | 通常盤                                   | UPCP-1010                                | 5                                        |                                          |
| 9th                                       | 2025年9月17日                            | ネビュラロマンス 後篇                    | CD＋BD                                   | "P.T.A." 会員限定盤(Blu-ray)             | PROJ-1935                                |                                          |                                          |
| 9th                                       | 2025年9月17日                            | ネビュラロマンス 後篇                    | CD+DVD                                   | "P.T.A." 会員限定盤(DVD)                 | PROJ-1936                                |                                          |                                          |
| 9th                                       | 2025年9月17日                            | ネビュラロマンス 後篇                    | CD+BD                                    | 初回限定盤(Blu-ray)                      | UPCP-9040                                |                                          |                                          |
| 9th                                       | 2025年9月17日                            | ネビュラロマンス 後篇                    | CD+DVD                                   | 初回限定盤(DVD)                          | UPCP-9041                                |                                          |                                          |
| 9th                                       | 2025年9月17日                            | ネビュラロマンス 後篇                    | CD                                       | 通常盤                                   | UPCP-1011                                |                                          |                                          |

#### ベストアルバム
|                                          | 発売日                                   | タイトル                                 | 販売形態                                 | 販売形態                                 | 規格品番                                 | 最高位                                   |
| 徳間ジャパンコミュニケーションズレーベル | 徳間ジャパンコミュニケーションズレーベル | 徳間ジャパンコミュニケーションズレーベル | 徳間ジャパンコミュニケーションズレーベル | 徳間ジャパンコミュニケーションズレーベル | 徳間ジャパンコミュニケーションズレーベル | 徳間ジャパンコミュニケーションズレーベル |
| ---------------------------------------- | ---------------------------------------- | ---------------------------------------- | ---------------------------------------- | ---------------------------------------- | ---------------------------------------- | ---------------------------------------- |
| 1st                                      | 2006年8月2日                             | Perfume〜Complete Best〜                 | CD+DVD                                   | 初回生産限定盤                           | TKCA-73086                               | 66                                       |
| 1st                                      | 2007年2月14日                            | Perfume〜Complete Best〜                 | CD+DVD                                   | 通常盤                                   | TKCA-73167                               | 24                                       |
| Perfume Records / ユニバーサルJレーベル  |                                          |                                          |                                          |                                          |                                          |                                          |
| 2nd                                      | 2019年9月18日                            | Perfume The Best “P Cubed”               | 3CD+BD                                   | 完全生産限定盤A                          | UPCP-9022                                | 1                                        |
| 2nd                                      | 2019年9月18日                            | Perfume The Best “P Cubed”               | 3CD+DVD                                  | 完全生産限定盤B                          | UPCP-9023                                | 1                                        |
| 2nd                                      | 2019年9月18日                            | Perfume The Best “P Cubed”               | 3CD+BD                                   | 初回限定盤A                              | UPCP-9024                                | 1                                        |
| 2nd                                      | 2019年9月18日                            | Perfume The Best “P Cubed”               | 3CD+DVD                                  | 初回限定盤B                              | UPCP-9025                                | 1                                        |
| 2nd                                      | 2019年9月18日                            | Perfume The Best “P Cubed”               | 3CD                                      | 通常盤                                   | UPCP-1005~7                              | 1                                        |

#### コンピレーションアルバム
|                                          | 発売日                                   | タイトル                                    | 販売形態                                 | 販売形態                                 | 規格品番                                 | 最高位                                   |
| 徳間ジャパンコミュニケーションズレーベル | 徳間ジャパンコミュニケーションズレーベル | 徳間ジャパンコミュニケーションズレーベル    | 徳間ジャパンコミュニケーションズレーベル | 徳間ジャパンコミュニケーションズレーベル | 徳間ジャパンコミュニケーションズレーベル | 徳間ジャパンコミュニケーションズレーベル |
| ---------------------------------------- | ---------------------------------------- | ------------------------------------------- | ---------------------------------------- | ---------------------------------------- | ---------------------------------------- | ---------------------------------------- |
| 1st                                      | 2012年9月12日                            | Perfume Global Compilation "LOVE THE WORLD" | CD+DVD                                   | 初回限定盤                               | TKCA-73840                               | 1                                        |
| 1st                                      | 2012年9月12日                            | Perfume Global Compilation "LOVE THE WORLD" | CD                                       | 通常盤                                   | TKCA-73845                               | 1                                        |

### アナログ盤
|                                          | 発売日                                  | タイトル                                    | 最高位                                  |
| Perfume Records / ユニバーサルJレーベル  | Perfume Records / ユニバーサルJレーベル | Perfume Records / ユニバーサルJレーベル     | Perfume Records / ユニバーサルJレーベル |
| ---------------------------------------- | --------------------------------------- | ------------------------------------------- | --------------------------------------- |
| 1st                                      | 2014年5月14日                           | LEVEL3                                      | 8                                       |
| 徳間ジャパンコミュニケーションズレーベル |                                         |                                             |                                         |
| 2nd                                      | 2016年2月17日                           | Perfume〜Complete Best〜                    |                                         |
| 3rd                                      | 2016年2月17日                           | GAME                                        |                                         |
| 4th                                      | 2016年2月17日                           | ⊿                                           |                                         |
| 5th                                      | 2016年2月17日                           | JPN                                         |                                         |
| 6th                                      | 2016年2月17日                           | Perfume Global Compilation "LOVE THE WORLD" |                                         |
| 7th                                      | 2016年2月17日                           | Perfume Complete "LP" BOX                   | 19                                      |
| Perfume Records / ユニバーサルJレーベル  |                                         |                                             |                                         |
| 8th                                      | 2016年8月3日                            | COSMIC EXPLORER                             | 24                                      |
| 9th                                      | 2019年2月13日                           | Future Pop                                  | 6                                       |

### その他楽曲
- BEE-HIVE（2003年5月3日：BEHV-0001）
  - 『おいしいレシピ』所収。BEE-HIVE『Time to go』にコーラス参加。BEE-HIVEレコードより発売。R・O・N作曲・編曲。
- チョコレイト・ディスコ -extra mix-（PSRE-2114）
  - 雑誌『remix』2007年4月号のプレゼント企画で制作された非売品7インチアナログ盤[要出典]。中田ヤスタカ編曲。
- イミテーションワールド
  - ライブでは大抵、「カウンターアトラクション」との間を開けず2曲続けて歌われていた[要出典][いつ?]。メンバーは、その2曲プラス「ファンデーション」と合わせて3曲で「ションションションメドレー」と呼んでいる[35]。「ファン・サーヴィス［bitter］」にメドレーの一部として収録。次項参照。長らく単体音源未発売楽曲であったが、22ndシングル「STAR TRAIN」の初回盤に再録版が収録された。
- カウンターアトラクション
  - 単体音源未発売楽曲。上記2作品ともに中田ヤスタカ作曲、作詞者不明。木の子名義とした映像が存在するが、JASRACへの登録は中田ヤスタカ名義[567]。
- ジューシーフレグランス
  - 中田ヤスタカが誤ってデータを消去した（データが入ったパソコンが壊れたとの話もあり）ため、幻となった楽曲[568]。Perfumeのマジカル☆シティ2006.09.06によると「当時のPerfume3人が一番好きな曲（かしゆか）」「たぶん会社のCDにだけ入っている。あ〜ちゃんは鼻歌で歌える（のっち）」[信頼性要検証]。JASRAC未登録。
- スーパージェットシューズ
  - Peachy（奥居香プロデュース）の同名曲のカバーで、広島時代からのレパートリー[569]。「ファン・サーヴィス［bitter］」に収録。
- 「伝説のスタフィー3」テーマソング
  - テレビ東京「おはスタ」エンディングでメンバー出演の映像が放映された（2004年7月26日 - 8月6日）[信頼性要検証]。
- アキハバラブ（2005年8月29日：NKCM-1006）
  - 桃井はるこ作詞作曲プロデュースによるぱふゅーむ×DJ momo-i名義作品。「打ち水大作戦! 2005」キャンペーンソング[95]。NAKiDより発売。
- Lovefool（ラヴフール）
  - サントリー食品「PEPSI NEX」CMソング（2010年6月12日-）[35]。スウェディッシュ・ポップの代表格であるカーディガンズが1996年にリリースした同曲を、中田ヤスタカのアレンジでカヴァー[要出典]。中田ヤスタカ自身は、あくまでCMに使用するためだけに同曲のカヴァーを作ったため、CD音源化は考えていないと語っている[要出典]。
- チーム・アミューズ!!「Let's try again」（2011年5月25日：ASCM-6092）
  - 事務所・アミューズの所属者で結成された「チーム・アミューズ!!」のチャリティーソング。桑田佳祐作詞・作曲。
- 自由への扉 （小此木麻里）
  - Disneyマイ・ミュージック・ストーリー （2020年1月31日公開）で披露。
- パート・オブ・ユア・ワールド （すずきまゆみ）
  - Disneyマイ・ミュージック・ストーリー （2020年1月31日公開）で披露。
- Colorful
  - 日本コカ・コーラ株式会社による「チーム コカ・コーラ」の公式ソング[570]。

### ライブ限定曲
- Kiseki - Visualization
  - 「Reframe 2019」で披露された曲。いままでのライブを年代順に振り返るリミックス。ダンスについてもリミックスに合わせ曲ごとの印象的な振りを表現。
    - 1 リニアモーターガール (Perfume presents 〜Perfumeがいっぱいサンタ呼んじゃいました♪〜)
    - 2 エレクトロ・ワールド
    - 3 GAME (Perfume First Tour「GAME」)
    - 4 edge (Perfume 〜ソックス フィックス マックス〜)
    - 5 Perfumeの掟 (Perfume LIVE＠東京ドーム「1 2 3 4 5 6 7 8 9 10 11」)
    - 6 JPNスペシャル (キリンチューハイ 氷結 Presents Perfume 3rd Tour 「JPN」)
    - 7 Enter the Sphere (Perfume WORLD TOUR 1st)
    - 8 Spending all my time (ずっと好きだったんじゃけぇ〜さすらいの麺カタPerfume FES!!)
    - 9 Cling Cling (Perfume 5th Tour 2014「ぐるんぐるん」supported by チョコラBB)
    - 10 STORY (SWSX 2015)
    - 11 Cosmic Explorer  (Perfume 6th Tour 2016『COSMIC EXPLORER』)
    - 12 If you wanna (Perfume FES!! 2017　〜前夜祭〜)
    - 13 無限未来 (This is Nippon プレミアムシアター 「Perfume×Technology」presents "Reframe")
    - 14 Future Pop (Perfume WORLD TOUR 4th ｢FUTURE POP｣)
    - 15 だいじょばない (Coachella 2019)
    - 16 VOICE (Reframe 2019)
    - 17 Challenger(Perfume 8th Tour 2020 P cubed in Dome)

### ゴールドディスク認定作品
CD・シングル
- love the world （ゴールド）
- Dream Fighter （ゴールド）
- ワンルーム・ディスコ （ゴールド）
- 不自然なガール/ナチュラルに恋して （ゴールド）
- VOICE （ゴールド）
- ねぇ （ゴールド）
- ポリリズム （ゴールド）
- レーザービーム/微かなカオリ （ゴールド）
- スパイス （ゴールド）
- Spring of Life（ゴールド）
- Spending all my time （ゴールド）
- 未来のミュージアム （ゴールド）
- Magic of Love （ゴールド）
- Cling Cling （ゴールド）
- STAR TRAIN （ゴールド）2015年度年間79位（オリコン）

CD・アルバム
- Perfume〜Complete Best〜 （プラチナ）
- GAME （ダブル・プラチナ）
- ⊿（プラチナ）
- JPN （プラチナ）
- Compilation "LOVE THE WORLD" （プラチナ）
- LEVEL3 （プラチナ）
- COSMIC EXPLORER （ゴールド）2016年度年間22位（オリコン）
- Future Pop （ゴールド）
- Perfume The Best "P Cubed" （ゴールド）

ビデオ (DVD,Blu-ray)
- Perfume First Tour 『GAME』 （ゴールド）
- Perfume 『BUDOUKaaaaaaaaaaN!!!!!』 （ゴールド）
- 結成10周年、メジャーデビュー5周年記念! Perfume LIVE@東京ドーム「1 2 3 4 5 6 7 8 9 10 11」 （ゴールド）
- Perfume 3rd Tour 「JPN」 （ゴールド）
- Perfume Clips （ゴールド）

着うたフル
- ポリリズム（ゴールド）
- love the world（ゴールド）
- Dream Fighter（ゴールド）
- ワンルーム・ディスコ（ゴールド）
- VOICE（ゴールド）
- 575（ゴールド）

シングルトラック
- Spring of Life（ゴールド）
- FLASH（プラチナ）
- TOKYO GIRL（ゴールド）

### ファンクラブ限定映像作品
P.T.A. DVDはファンクラブ会員に無料で送付される。
- Perfume OFFICIAL FANCLUB「P.T.A.」 会員限定特典「P.T.A. DVD Vol.1」（2009年2月）
- 同 「P.T.A. DVD Vol.2」（2010年2月）
- 同 「P.T.A. DVD Vol.3」（2011年2月）
- 同 「P.T.A. DVD Vol.4」（2012年2月）
- 同 「P.T.A. DVD Vol.5」（2013年2月）
- 同 「P.T.A. DVD Vol.6」（2014年2月）
- 同 「P.T.A. DVD Vol.7」（2015年2月）
- 同 「P.T.A. DVD Vol.8」（2016年3月）
- 同 「P.T.A. DVD Vol.9」（2017年3月）
- 同 「P.T.A. DVD Vol.10」（2018年3月）
- 同 「P.T.A.DISC」（P.T.A.BOOK 2019とのセット、2019年12月）
- 外では言えないファンクラブ会員だからこその秘密トークまさかの75分くらいDVD!![注釈 26]（2010年7月1日）
- P.T.A.発足10周年!! と5周年!! “Perfumeとあなた”ホールトゥワー[注釈 27]（2018年12月）

## タイアップ
| 曲名                           | タイアップ                                                                                            |
| ------------------------------ | --- |
| モノクロームエフェクト         | 日本テレビ「AX MUSIC－TV」AX POWER PLAY 052                                                           |
| おいしいレシピ                 | テレビ東京「なぜ?謎!ごはん。」エンディングテーマ                                                      |
| ビタミンドロップ               | 任天堂ゲームボーイアドバンス用ソフト『伝説のスタフィー3』CMソング                                     |
| アキハバラブ                   | 「打ち水大作戦!2005」キャンペーンソング                                                               |
| リニアモーターガール           | テレビ東京「東京爆旅」エンディングテーマ                                                              |
| リニアモーターガール           | よみうりテレビ「スタぴか!」エンディングテーマ                                                         |
| リニアモーターガール           | フジテレビ「孝太郎プラス」エンディングテーマ                                                          |
| リニアモーターガール           | FMぐんま「志村けんのFIRST STAGE〜はじめの一歩〜」エンディングテーマ                                   |
| リニアモーターガール           | フジテレビ「志村通」エンディングテーマ                                                                |
| コンピューターシティ           | テレビ東京「東京爆旅」1 - 3月度 エンディングテーマ                                                    |
| コンピューターシティ           | ランシステム「自遊空間」 CMソング                                                                     |
| コンピューターシティ           | FM鹿児島「SUZUKIライブステーション」1月度エンディングテーマ                                           |
| Perfume                        | 関西テレビ「南パラZ!」オープニングテーマ                                                              |
| Perfume                        | CBCラジオ「Perfumeのパンパカパーティー」オープニングテーマ                                            |
| エレクトロ・ワールド           | セガトイズ携帯音楽プレイヤー「サウンドキャリアneo・ストリート篇」CMソング                             |
| エレクトロ・ワールド           | プログラミング学習教材「テクノロジア魔法学校」（Life is Tech!!）主題歌                                |
| チョコレイト・ディスコ         | トヨタ自動車「アクア」CMソング                                                                        |
| ポリリズム                     | NHK・公共広告機構2007年度共同キャンペーン『リサイクルマークがECOマーク。』CMソング                    |
| ポリリズム                     | MLJ「アーティスト公式サウンド」TV-CMソング                                                            |
| ポリリズム                     | 映画「カーズ2」全世界公開版挿入歌、日本語吹き替え版エンディングテーマ                                 |
| SEVENTH HEAVEN                 | RKB毎日放送 「九州青春銀行」 エンディングテーマ                                                       |
| Baby cruising Love             | 日本テレビ系「ロンQ!ハイランド」エンディングテーマ                                                    |
| Baby cruising Love             | 日本テレビ系「音楽戦士 MUSIC FIGHTER」2月度POWER PLAY                                                 |
| Baby cruising Love             | テレビ愛知『a-ha-N varie』2008年2月度エンディングテーマ                                               |
| Baby cruising Love             | MLJ「アーティスト公式サウンド」TV-CMソング                                                            |
| Baby cruising Love             | 映画『モテキ』挿入曲                                                                                  |
| Baby cruising Love             | MUSIC ON TV 『M-ON RECOMMEND 1月度楽曲』                                                              |
| マカロニ                       | 日本テレビ系「歌スタ!!」1月度お題曲                                                                   |
| マカロニ                       | 明治製菓「明治ミルクチョコレート」2008年バレンタインキャンペーン CMソング                             |
| plastic smile                  | FMとやま『ミュージック10』5月度エンディングテーマ                                                     |
| セラミックガール               | BSフジ ドラマ『スミレ16歳!!』主題歌                                                                   |
| セラミックガール               | SONY VAIO×BSフジ CMソング                                                                             |
| シークレットシークレット       | 森永乳業「エスキモー pino」『ながらピノ、する?』Perfume篇 CMソング                                    |
| Butterfly                      | ニンテンドーDSソフト『無限のフロンティア スーパーロボット大戦OGサーガ』プロモーションソング           |
| love the world                 | シャープ「au(KDDI) CDMA 1X WIN W62SH」（確かに、シャープだ。「オン／オフ」）篇 CMソング               |
| edge                           | コーセー「Fasio」『絶世、クジャクまつげ。』篇 CMソング                                                |
| NIGHT FLIGHT                   | 森永乳業「エスキモー pino」『ピノエアライン』篇 CMソング                                              |
| ナチュラルに恋して             | NATURAL BEAUTY BASIC CMソング                                                                         |
| ナチュラルに恋して             | 映画『今日、恋をはじめます』テーマソング                                                              |
| Lovefool                       | サントリー「PEPSI NEX」『Perfume』篇 CMソング                                                         |
| VOICE                          | 日産自動車「日産のお店で! キャンペーン」『パフュームカンガルー』篇 CMソング                           |
| VOICE                          | レコチョク TV-CFソング                                                                                |
| 575                            | KDDI 『iida LIGHT POOL』篇 CMソング                                                                   |
| ねぇ                           | NATURAL BEAUTY BASIC CMソング                                                                         |
| ねぇ                           | テレビ東京系テレビアニメ『こねこのチー』オープニングテーマ曲                                          |
| レーザービーム                 | キリンチューハイ 氷結 CMソング                                                                        |
| 微かなカオリ                   | キリンチューハイ 氷結 やさしい果実の3% CMソング                                                       |
| GLITTER                        | キリンチューハイ 氷結 CMソング                                                                        |
| スパイス                       | TBS系金曜ドラマ『専業主婦探偵〜私はシャドウ』主題歌                                                   |
| スパイス                       | フェイス・ワンダワークス「ギガ」TV-CMソング                                                           |
| Spring of Life                 | キリンチューハイ 氷結 CMソング                                                                        |
| コミュニケーション             | カンロ ピュレグミ CMソング                                                                            |
| ポイント                       | キリンチューハイ 氷結 やさしい果実の3% CMソング                                                       |
| Hurly Burly                    | キリンチューハイ 氷結 CMソング                                                                        |
| Hurly Burly                    | YKKショートアニメ「FASTENING DAYS」エンディングテーマ                                                 |
| 未来のミュージアム             | 『映画ドラえもん のび太のひみつ道具博物館(ミュージアム)』主題歌                                       |
| 未来のミュージアム             | 北日本放送「ちょこミラ」オープニングテーマ                                                            |
| Magic of Love                  | カンロ ピュレグミ CMソング                                                                            |
| Magic of Love                  | 日本テレビ系 「スッキリ!!」5月度テーマソング                                                          |
| Party Maker                    | エーザイ チョコラBBスパークリング CMソング                                                            |
| 1mm                            | エーザイ チョコラBBプラス CMソング                                                                    |
| 1mm                            | エーザイ チョコラBB美チョコラコラーゲン CMソング                                                      |
| Sweet Refrain                  | テレビ朝日系金曜ナイトドラマ『都市伝説の女 Part2』 主題歌                                             |
| Sweet Refrain                  | YKKショートアニメ「FASTENING DAYS 3」エンディングテーマ                                               |
| Hold Your Hand                 | NHK総合 ドラマ10『サイレント・プア』主題歌                                                            |
| Hold Your Hand                 | YKKショートアニメ「FASTENING DAYS 2」エンディングテーマ                                               |
| DISPLAY                        | パナソニック「4K VIERA」店頭プロモーション映像                                                        |
| Cling Cling                    | エーザイ チョコラBB ローヤル2 CMソング                                                                |
| Cling Cling                    | エーザイ チョコラBBプラス CMソング                                                                    |
| Relax In The City              | サッポロビール「サッポロ グリーンアロマ」CMソング                                                     |
| Relax In The City              | 広島県観光連盟 観光プロモーション「やっぱ、広島じゃ。」                                               |
| Pick Me Up                     | Perfume × 伊勢丹 『Pick Me Up』コラボレーションソング                                                 |
| 透明人間                       | エーザイ チョコラBBプラス CMソング                                                                    |
| TOKIMEKI LIGHTS                | エーザイ チョコラBBローヤル2 CMソング                                                                 |
| STAR TRAIN                     | ドキュメンタリー映画『WE ARE Perfume -WORLD TOUR 3rd DOCUMENT』主題歌                                 |
| Next Stage with YOU            | メルセデス・ベンツ A-Class CMソング                                                                   |
| FLASH                          | 映画『ちはやふる -上の句-』『ちはやふる -下の句-』主題歌                                              |
| I Don't Understand You         | TOKYO MX開局20周年記念テレビアニメ『SUSHI POLICE』主題歌                                              |
| 宝石の雨                       | サンスター・デンタルケアブランド・Ora2 CMソング                                                       |
| TOKYO GIRL                     | 日本テレビ系水曜ドラマ『東京タラレバ娘』主題歌                                                        |
| If you wanna                   | サンスター「Ora2×Perfume くちもとBeauty Project」CMソング                                             |
| Everyday                       | Perfume×パナソニック AWA DANCEキャンペーンソング                                                      |
| FUSION                         | NTTドコモの移動通信システム・5Gプロジェクト「FUTURE EXPERIMENT VOL.1 距離をなくせ。」タイアップソング |
| 無限未来                       | 映画『ちはやふる -結び-』主題歌                                                                       |
| Future Pop                     | 「Perfume × docomo "Future Pop" Project」                                                             |
| Tiny Baby                      | 長編アニメ映画『グリンチ』日本版イメージソング                                                        |
| FAKE IT                        | RCCテレビ60年特別企画 リリーフドラマ『恋より好きじゃ、ダメですか?』主題歌                             |
| ナナナナナイロ                 | クラシエホームプロダクツ「肌美精」シートマスクシリーズCMソング                                        |
| 再生                           | 映画『屍人荘の殺人』主題歌                                                                            |
| Dream Fighter                  | YKKのショートアニメ「FASTENING DAYS 4」エンディングテーマ                                             |
| Dream Fighter                  | 朝日放送テレビ・テレビ朝日系『これって私だけ?』オープニングテーマ                                     |
| Time Warp                      | プジョー「NEW SUV 2008/SUV e-2008」CMソング                                                           |
| Time Warp                      | Amazon Music HD CMソング                                                                              |
| Time Warp                      | NHK BS4K「謎解き！ヒミツの至宝さん」オープニングテーマ                                                |
| ポリゴンウェイヴ               | Amazon Prime Video『ザ・マスクド・シンガー』テーマソング                                              |
| Challenger                     | サンフレッチェ広島レジーナ公式応援ソング                                                              |
| Flow                           | TBS系火曜ドラマ『ファイトソング』主題歌                                                               |
| さよならプラスティックワールド | NHK「みんなのうた」2022年度4月・5月放送曲                                                             |
| Spinning World                 | Technics 完全ワイヤレスイヤホン キャンペーンソング                                                    |
| アンドロイド＆                 | 花王ケープ FOR ACTIVE Web CM 花王 ケープ FOR ACTIVE×Perfume 9th Tour 2022”PLASMA”                     |
| ハテナビト                     | ワコール Wing CMソング                                                                                |
| Moon                           | フジテレビ系水曜22時枠『ばらかもん』主題歌                                                            |
| すみっコディスコ               | 映画『すみっコぐらし ツギハギ工場のふしぎなコ』主題歌                                                 |
| The Light                      | スマホレースゲーム「レーシングマスター」コラボ曲                                                      |
| IMA IMA IMA                    | 体験型展覧会「Perfume Disco-Graphy 25年の軌跡と奇跡」テーマソング                                     |
| Cosmic Treat                   | テレビアニメ「BEYBLADE X」エンデイングテーマ                                                          |
| Human Factory - 電造人間 -     | 映画『ショウタイムセブン』主題歌                                                                      |
| ネビュラロマンス               | 2025年日本国際博覧会（大阪・関西万博）NTTパビリオン メインコンテンツ楽曲                              |
| ソーラ・ウィンド               | バンダイ『ガンダムカードゲーム』CMソング                                                              |
| 巡ループ                       | 日本テレビ系水曜ドラマ『ちはやふる-めぐり-』主題歌                                                    |

## ライブ
Perfume主催ライブのみ、タイトルにウィキリンクのあるライブは映像作品化されている。

### その他イベント
| 年     | 日程    | タイトル                                | 場所       | 備考 |
| ------ | ------- | --------------------------------------- | ---------- | ---- |
| 2008年 | 6月22日 | アミューズ 第30期定時株主総会後イベント | 両国国技館 |      |

## 受賞歴
- 2008年 「第50回日本レコード大賞」優秀アルバム賞を『GAME』で受賞[238]。
- 2009年 「ベストヒット歌謡祭」ゴールドアーティスト賞受賞。
- 2009年 「第1回CDショップ大賞」準大賞を『GAME』で受賞[655]。
- 2009年 「MVA BEST CHOREOGRAPHY VIDEO」（振り付け、ダンス面で最も優れた作品）を「Dream Fighter」で受賞。
- 2010年 「2010 Mnet Asian Music Awards（MAMA）」Best Asia POP Artist賞受賞[656]。
- 2011年 「平成23年度（第15回）文化庁メディア芸術祭」エンターテインメント部門 審査委員会推薦作品に、出演CM「NATURAL BEAUTY BASIC 2010 秋冬キャンペーン」[657] と「結成10周年、メジャーデビュー5周年記念!Perfume LIVE@東京ドーム『1 2 3 4 5 6 7 8 9 10 11』」（Mikiko+Perfume名義）[658] が選出される。
- 2012年 「MTV VIDEO MUSIC AWARDS JAPAN 2012」最優秀ダンスビデオ賞・最優秀振付け賞を「レーザービーム」で受賞[659]。
- 2012年 「ミュージック・ジャケット大賞2012」準大賞を「スパイス」で受賞。
- 2012年 「平成24年度（第16回）文化庁メディア芸術祭」エンターテインメント部門大賞をPerfumeのグローバルサイト「"Perfume Global Site Project"」で受賞[660]。
- 2013年 「カンヌライオンズ 国際クリエイティビティ・フェスティバル」サイバー部門銀賞をPerfumeのグローバルサイト「"Perfume Global Site Project"」で受賞[661]。
- 2014年 「MTV VIDEO MUSIC AWARDS JAPAN 2014」最優秀ダンスビデオ賞を「Magic of Love」で受賞。
- 2015年 「2015 55th ACC CM FESTIVAL」インタラクティブ部門 総務大臣賞・ACCグランプリを「SXSW 2015」のライブパフォーマンスで受賞[662]。
- 2016年 米「ローリング・ストーン」誌が選ぶ、年間「ベスト・ポップ・アルバム TOP20」において、アルバム『COSMIC EXPLORER』が“16位”に選出[出典 219]。
- 2019年 米「ローリング・ストーン」誌が選ぶ、コーチェラ2019のベストアクト16組に選出[663]。
- 2020年 『SPACE SHOWER TV 30TH ANNIVERSARY SPACE SHOWER MUSIC AWARDS 2020』BEST ACTIVE OVERSEAS賞受賞[664]。
- 2024年 第53回ベストドレッサー賞 芸能部門受賞[665]。

## 出演

### ラジオ

#### 現在放送中のラジオ番組
- あ〜ちゃん ちゃあぽんの!“West Side Story”（2016年4月 - 、全国FM放送協議会）[666]
- ROCK KIDS 802-OCHIKEN Goes ON!!- Next To You（2021年10月7日 - 、FM802）[667]

#### 過去のラジオ番組（放送開始順）
- PerfumeのPerfume Planet（2004年5月 - 2004年12月、FM FUKUOKA）[668]
- Perfumeのドッキ・ドキ・オンエア（2004年8月 - 2006年3月、中国放送）
- Perfumeのマジカル☆シティ（2006年4月5日 - 2008年9月27日、スカイパーフェクTV! スターデジオ）
- Perfumeのパンパカパーティー（2007年10月1日 - 2008年9月27日[注釈 38]
- Perfume Special "GAME"（2008年4月20日、FM NORTH WAVE）
- Perfumeのオールナイトニッポン（2011年12月2日、ニッポン放送）[670]
- あ〜ちゃんのただただラジオがスキじゃけん。（2014年4月 - 2016年4月、スノーバード制作）- FM高知、FM愛媛、FM徳島、FM香川のJFN4局ネット
- Perfume LOCKS![注釈 39]

### テレビ（レギュラー番組）
ただし、レギュラー番組以外の音楽番組は除く。

#### 現在放送中のテレビ番組
- 謎解き！ヒミツの至宝さん（2023年3月30日 - 、NHK） - MC[672]

#### 過去のレギュラー番組
- MTV PeeP（2007年9月、MTV JAPAN）
- パッパッパッパッパッパッPerfume（2006年7月 - 2007年3月、スカイパーフェクTV エンタ!371）
- スペシャボーイズジャパン（2008年1月 - 3月、スペースシャワーTV）
  - 番組内コーナー「POP UP Perfume グラミー賞への道」 - VJ[673]
- スミレ♡16歳!!（2008年4月 - 2008年6月、BSフジ）[674]
  - 永吉たけるのコミックを原作に作られた実写化ドラマ。本編への出演はないが、エンディングで主題歌「セラミックガール」を歌うライヴシーンに出演。
- HAPPY!（2008年4月5日 - 9月27日、日本テレビ）[出典 220]
- SPACE SHOWER MUSIC UPDATE（スペースシャワーTV）
  - 番組内コーナー「Perfume 20。（にじゅうまる）」（2008年7月3日 - 9月25日） - VJ[677]
- Perfumeの気になる子ちゃん（2008年10月11日 - 2009年3月28日、日本テレビ）[出典 221]
- LOVE@PARTY Perfume×新お笑い三銃士（2009年1月2日、日本テレビ）[679]
- Perfumeのシャンデリアハウス（2009年4月12日 - 6月28日、日本テレビ）[675]
- MUSIC JAPAN（2009年4月5日 - 2016年4月4日、NHK総合） - ナビゲーター[680]
  - MJ Presents Perfume 10th Anniversary（2015年10月12日、NHK総合）[681]
- ザ・マスクド・シンガー（2021年9月3日 - 、Amazon Prime Video） - パネリスト[682]

### ドラマ
- 24のひとみ（2007年10月31日〈第15話〉・2008年1月15日〈第43話〉、TBS）[注釈 40]
- パンセ（2017年3月31日・4月1日、テレビ東京） - 主演・“どんちゃん：神山あみ”（あ〜ちゃん）、“おかみど：岡本みどり”（かしゆか）、“のりぶう：柳のりこ”（のっち） 役[684]

### 映画
- モテキ（2011年9月23日、東宝） - 本人[685]
- WE ARE Perfume -WORLD TOUR 3rd DOCUMENT（2015年10月31日、日活） - ドキュメンタリー映画[出典 222]
- Reframe THEATER EXPERIENCE with you（2020年9月4日、日活） - Reframe 2019の映画。Netflixでも配信
- ショウタイムセブン（2025年2月7日公開、松竹 / アトミック・エース） - 本人[686]

### CM
カッコ内の曲名はCMテーマ曲。
- アクターズスクール広島（2003年）
- ACジャパン　AC・NHK共同 環境・リサイクルキャンペーンCM「リサイクルマークがECOマーク。」（2007年7月 - 2008年6月）（ポリリズム）
- SONY VAIO×BSフジ「スミレ 16歳!! ×SONY VAIO」コラボCM（2008年2月28日 - ）（セラミックガール）[224]
- 森永乳業 エスキモーpino（2008年4月10日 - 2010年3月）
  - 「ながらピノ、する?」Perfume篇（シークレットシークレット）[687]
  - 「ピノエアライン」篇（2009年4月29日 - ）（NIGHT FLIGHT）[688]
- シャープ KDDI（auブランド）向け携帯電話『W62SH』（確かに、シャープだ。「オン / オフ」）篇（2008年7月 - 9月）（love the world）[689]
- サンエー・インターナショナル NATURAL BEAUTY BASIC（2010年3月 - 10月）
  - 「あ〜ちゃんだらけ」篇、「のっちだらけ」篇、「かしゆかだらけ」篇、「パフューム」篇（ねぇ）[690]
  - 「RUNWAY DANCE あ〜ちゃん」篇、「RUNWAY DANCE かしゆか」篇、「RUNWAY DANCE のっち」篇（ナチュラルに恋して）[691]
- サントリー PEPSI NEX（2010年6月12日 - 9月）「Perfume」篇（lovefool[注釈 41]）[692]
- 日産自動車 日産のお店で! キャンペーン「パフュームカンガルー」篇（2010年7月14日 - 10月）（VOICE）[693]
- KDDI・沖縄セルラー電話『iida LIGHT POOL』篇（2010年8月 - 2011年6月）（575）[694]
- カーズ2（2011年7月30日 - ）[695]
- キリンビール
  - 氷結（2011年5月 - 2012年）
    - 「氷結ICE MUSIC」篇（2011年5月20日 - ）（レーザービーム）[696]
    - 「氷結Sparkling」篇（2011年7月13日 - ）（GLITTER）[697]
    - 「氷結MAGICAL MUSIC」篇（2012年2月29日 - ）（Spring of Life）[698]
    - 「氷結MAGIC MOMENT」篇（2012年6月6日 - ）（Hurly Burly）[699]

  - 氷結 やさしい果実の3%（2011年6月 - 2012年）
    - 「やさしい氷結、誕生」篇（2011年6月29日 - ）（微かなカオリ）[700]
    - 「氷結Balloon」篇（2012年3月14日 - ）（ポイント）[701]
    - 「氷結 Triple Screen」編（2012年5月16日 -（ポイント）[702]
- カンロ ピュレグミ（2012年4月 - 2013年）
  - 「恋の味」篇（コミュニケーション）[703]
  - 「『ピュレグミは、恋の味。』2013春」篇（Magic of Love）[704]
- エーザイ チョコラBBシリーズ（2013年8月 - 2015年）
  - チョコラBBスパークリング「キレイ速攻チャージ」篇（2013年8月6日 - ）（Party Maker）[705]
  - チョコラBBプラス
    - 「笑顔になーれ」篇（2013年9月28日 - ）（1mm）[706]
    - 「お肌に自信」篇（2014年7月25日 - ）（Cling Cling）[707]
    - 「お肌に自信」透明人間 篇（2015年5月 - ）（透明人間）[708]
    - 「効いてよチョコラ！」編（2015年7月20日 - ）（TOKIMEKI LIGHTS）[709]

  - 美チョコラコラーゲン「響け、うるおい」篇（2013年10月19日 - ）（1mm）[710]
  - チョコラBBローヤル2
    - 「目覚まし時計」篇（2014年7月16日 - ）（Cling Cling）[711]
    - 「GOODチョコラMORNING」編（2015年7月20日 - ）（TOKIMEKI LIGHTS）[709]

  - チョコラBBシリーズ「Perfume 10th Anniversary TVCM」篇（2015年9月21日）（Dream Fighter）[712]
- サッポロビール
  - サッポログリーンアロマ（2015年3月 - ）（Relax In The City）[713]
- Apple iPhone 6s（2015年）※ プロモーション映像 [714]
- メルセデス・ベンツ日本 A-Class（2015年11月26日 - ）（Next Stage with YOU）※CGアニメーションと楽曲での出演[606]
- サンスター Ora2
  - 「Ora2×Perfume All Day くちもとBeauty」篇（2016年11月 - ）（宝石の雨）[715]
  - 「Ora2×Perfume All Day WEEKENDの新習慣」篇（2017年3月 - ）（宝石の雨）[716]
  - Ora2（2017年 - ）（If you wanna）
- ユニクロ HEATTECH（2016年12月 - ）（Atmospheric Entry）[717]
- NTTドコモ
  - 「FUTURE-EXPERIMENT VOL.01 距離をなくせ。」（2018年1月1日 - ）[718]
  - 「FUTURE-EXPERIMENT VOL.04 その瞬間を共有せよ。」（2019年2月16日 - ）[719]
- 伊藤園  TULLY’S COFFEE（タリーズ コーヒー）
  - 「Professional Qualityは進化する。」篇（2018年7月30日 - ）[720]
  - 「毎日は、甘くない。でも、苦くない。」篇（2019年5月27日 - ）[721]
- クラシエホームプロダクツ 肌美精
  - 「予告」篇（2019年5月22日 - ）[722]
  - 「夜市」篇「ランタン」篇「とびこみ」篇（2019年5月24日 - ）[722]
- ByteDance TikTok「初詣編」（2019年12月24日 - ）[723]
- 花王 ケープ FOR ACTIVE （2020年3月 - ） - WEBCM[724]
- 広島県観光連盟 やっぱ広島じゃ割（2022年6月、中国・四国限定）ナレーション / Perfumeによるポスター広告「広島めぐるなら、今じゃない？」も展開[725]

### ネット配信
- 「BB!BEE-HIVE -Perfume Special-」（2004年3月16日）
- インターネットラジオ「Radio RED HOT」（2004年9月27日）
- DAX Live!! No.9 「Perfume&掟ポルシェの3時間」（2006年8月22日）
- Yahoo!ライブトーク（2007年2月8日、2007年9月13日、2008年4月17日）
- 「sabra net strictly」[注釈 42]（2007年11月1日）
- DAX Live!! No.25 「Perfumeと合コン in DAX LIVE!!」（2007年11月27日）
- P.T.A.TV[注釈 43]（2008年2月14日 - ）
- Pa!と楽しく遊ぼうライブ![注釈 44]
  - 「Pa!と楽しく遊ぼうライブ!Vol.1」（2008年4月1日）
  - 「Pa!と楽しく遊ぼうライブ!Vol.2」（2008年12月10日）
  - 「Pa!と楽しく遊ぼうライブ!Vol.3 〜メジャーデビュー5周年記念 みんなで祝わにゃしゃーナイト〜」（2010年9月21日）
  - 「Pa!と楽しく遊ぼうライブ!Vol.4 〜5周年[注釈 45] じゃけぇお祝いじゃ〜」（2013年2月13日）
  - 「Pa!と楽しく遊ぼうライブ!Vol.5」（2013年9月21日）
  - 「Pa!と楽しく遊ぼうライブ!Vol.6」（2014年2月14日）
  - 「Pa!と楽しく遊ぼうライブ!Vol.7」（2015年2月14日）[726]
  - 「Pa!と楽しく遊ぼうライブ!Vol.8」（2016年2月14日）[727]
- Disneyマイ・ミュージック・ストーリー（2020年1月31日）
- ザ・マスクド・シンガー（2021年9月3日 - 、Amazon Prime Video） - パネリスト[728]

### PV出演
- Candy「Promise」 - ヒップホップ系のダンスを踊るバックダンサーとして出演。
- ポルノグラフィティ「痛い立ち位置」- PVのみ、楽曲の一部を歌っている。[729]
- オーケー・ゴー「I Won't Let You Down」[730] - オープニング部分にカメオ出演している。

### NHK紅白歌合戦出場歴
| 年度   | 放送回 | 回 | 曲目                 | 出演順 | 対戦相手           | 備考                       |
| ------ | ------ | -- | -------------------- | ------ | ------------------ | -------------------------- |
| 2008年 | 第59回 | 初 | ポリリズム           | 13/26  | ジェロ             | 後半トップバッター         |
| 2009年 | 第60回 | 2  | ワンルーム・ディスコ | 15/25  | 東方神起           |                            |
| 2010年 | 第61回 | 3  | ねぇ                 | 14/22  | TOKIO              |                            |
| 2011年 | 第62回 | 4  | レーザービーム       | 12/25  | TOKIO (2)          |                            |
| 2012年 | 第63回 | 5  | Spring of Life       | 13/25  | TOKIO (3)          |                            |
| 2013年 | 第64回 | 6  | Magic of Love        | 19/24  | 五木ひろし         |                            |
| 2014年 | 第65回 | 7  | Cling Cling          | 14/25  | ゴールデンボンバー |                            |
| 2015年 | 第66回 | 8  | Pick Me Up           | 21/26  | V6                 |                            |
| 2016年 | 第67回 | 9  | FLASH                | 17/23  | KinKi Kids         |                            |
| 2017年 | 第68回 | 10 | TOKYO GIRL           | 18/23  | X JAPAN            | セルリアンタワーからの中継 |
| 2018年 | 第69回 | 11 | Future Pop 紅白SP    | 13/23  | King & Prince      | 横浜アリーナからの中継     |
| 2019年 | 第70回 | 12 | FUSION -紅白Ver.-    | 16/21  | 星野源             | 3年ぶりにNHKホールで歌唱   |
| 2020年 | 第71回 | 13 | Perfume Medley 2020  | 11/20  | なし               |                            |
| 2021年 | 第72回 | 14 | ポリゴンウェイヴ     | 12/21  | なし               |                            |
| 2022年 | 第73回 | 15 | 紅白 Medley 2022     | 10/22  | Snow Man           |                            |
| 2023年 | 第74回 | 16 | FAKE IT              | 2/22   | Stray Kids         |                            |

## 書籍
- Fan Service [TV Bros.]（2015年10月1日、東京ニュース通信社）、ISBN 978-4-86336-491-2。[731]

### 写真集
- Perfume Portfolio（2008年12月17日、ワニブックス） - 撮影（関和亮）、ISBN 978-4847018169。
- Perfume Livefolio（2009年12月17日 光文社） ISBN 978-4334901615。
- Perfume LIVE@東京ドーム12345678910（P.T.A会員限定販売）[732]
- Perfume 4th Tour in DOME 「LEVEL3」（P.T.A会員・WORLD P.T.A会員限定販売）
- Perfume 8th Tour 2020 P cubed in Dome (P.T.A会員・WORLD P.T.A会員限定販売)

### 雑誌
- プチバースデイ（2003年4月号 - 9月号、実業之日本社）
- CONTINUE
  - 「Power Perfume Girl コーナー」（2006年10月 vol.30 - 2010年2月 vol.50、太田出版）[733]
- non-no
  - 「PerfumeのTell me! フォーチュン」（2009年1月5日 2・3合併号 - 2009年3月5日 6号、集英社）※隔号連載[734]
- TV Bros.
  - コラム「たちまち、語リンピックせん?」連載中（2007年8月29日、9月1日号 - 、東京ニュース通信社）[出典 223]
- an・an
  - コラム「Perfumeそれってわからん!」連載中（2013年11月6日号〔No.1879〕 - 、マガジンハウス）[736]

### 関連書籍
- Perfume COSTUME BOOK 2005-2020（2020年10月23日、「装苑」編集部編、文化出版局） - 所属事務所に残る、15年間に着用した衣装761着を写真、解説で紹介。ISBN 978-4579304578。[737]